# 2012年夏季奥林匹克运动会奖牌榜

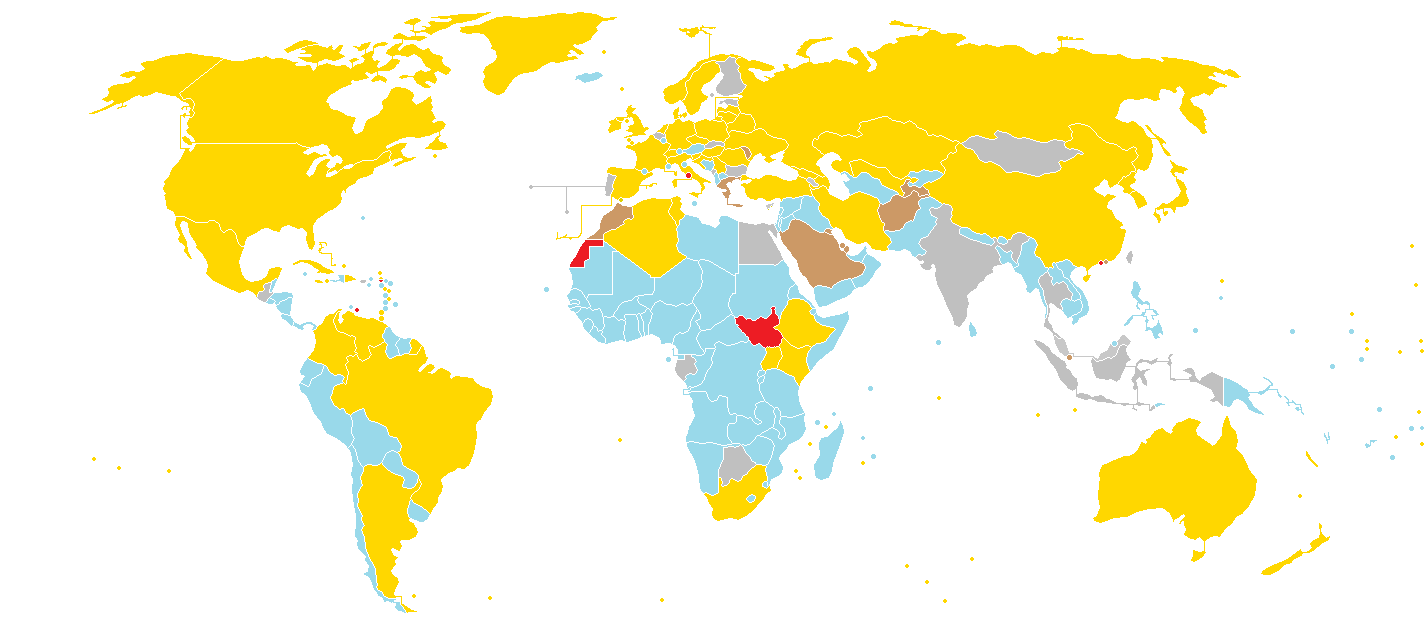
世界各国家/地区代表团在2012年夏季奥运会的成绩
图例：
金色代表获金牌国家/地区
银色代表获银牌无金牌国家/地区
棕色代表获铜牌但无金牌和银牌国家/地区
蓝色代表无奖牌
红色代表未参赛

2012年夏季奥林匹克运动会正式名称第三十届奥林匹克运动会，是7月27日至8月12日在英国首都伦敦举办的夏季綜合運動會，来自204个国家和地区的10768名运动员参加26个大项、39个分项，共302个小项。
86个国家或地区获奖牌，其中55个获金牌。美国队以47枚金牌、104枚奖牌占据金牌和奖牌榜首位，创下美国不是东道主时的金牌数新纪录。东道主英国队拿下29枚金牌，65枚奖牌，是1908年后该国的最好成绩。
迈克尔·菲尔普斯与蜜茜·富兰克林均以四枚金牌位居本届奥运会首位，菲尔普斯还以六枚奖牌位于运动员奖牌榜首。巴林、博茨瓦纳、塞浦路斯、加蓬、格林纳达、危地马拉、黑山都在伦敦实现奥运金牌零的突破。黑山往年曾并入塞尔维亚与黑山或南斯拉夫代表团参赛。塞尔维亚跆拳道运动员米莉察·曼迪奇为该国赢得首枚金牌，但塞尔维亚运动员过去曾代表南斯拉夫夺金。
奥运会期间及之后，众多选手因检测发现服用兴奋剂或违禁药物取消比赛资格，所授奖牌撤回。至今已有29枚奖牌易主，其中剥夺奖牌最多的是俄罗斯队，达15枚。

## 奖牌榜

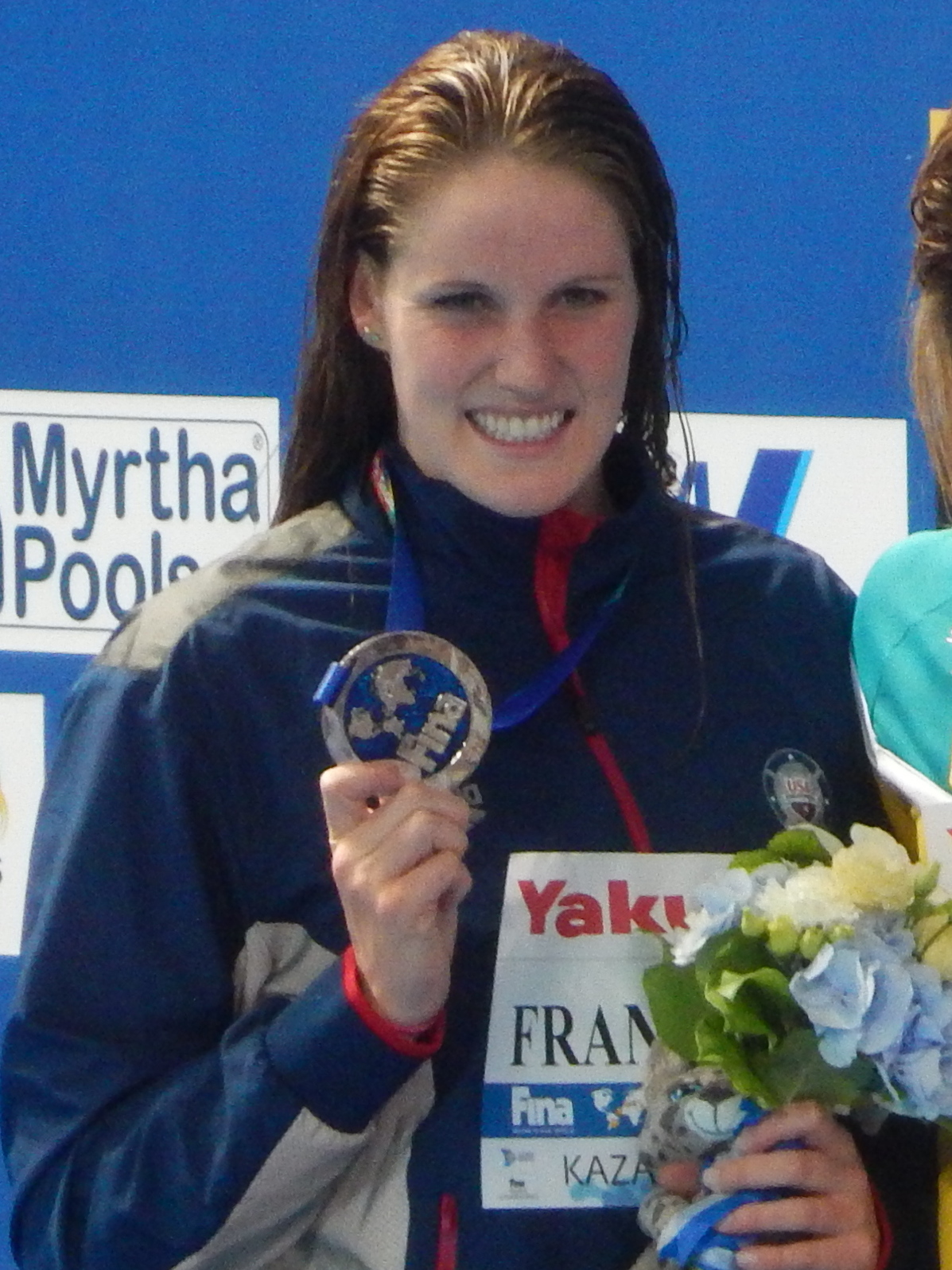
蜜茜·富兰克林（图）与同为美国游泳选手的迈克尔·菲尔普斯在2012年夏季奥运会个人金牌榜并列第一，菲尔普斯共获六枚奖牌

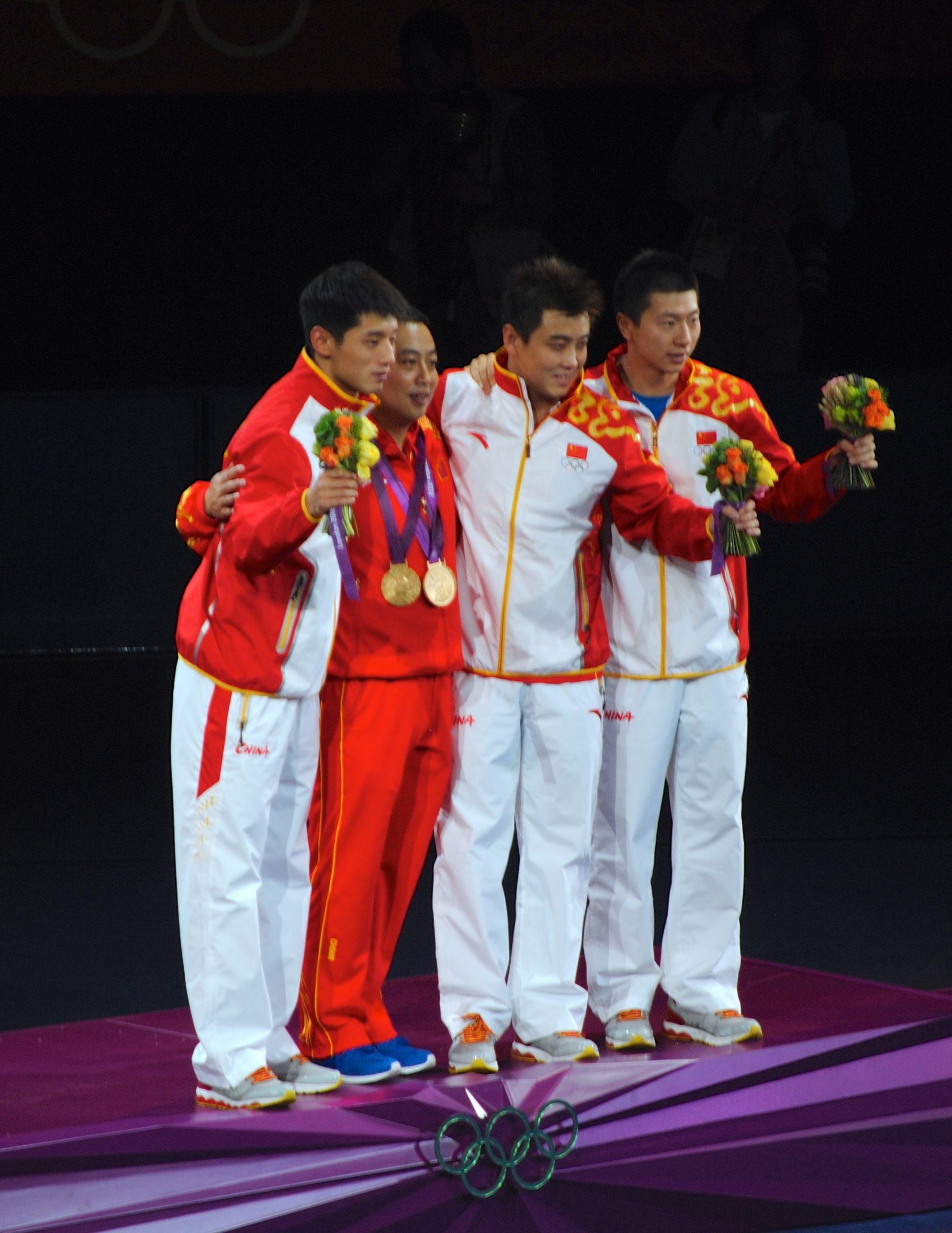
中国队在男子乒乓球项目卫冕

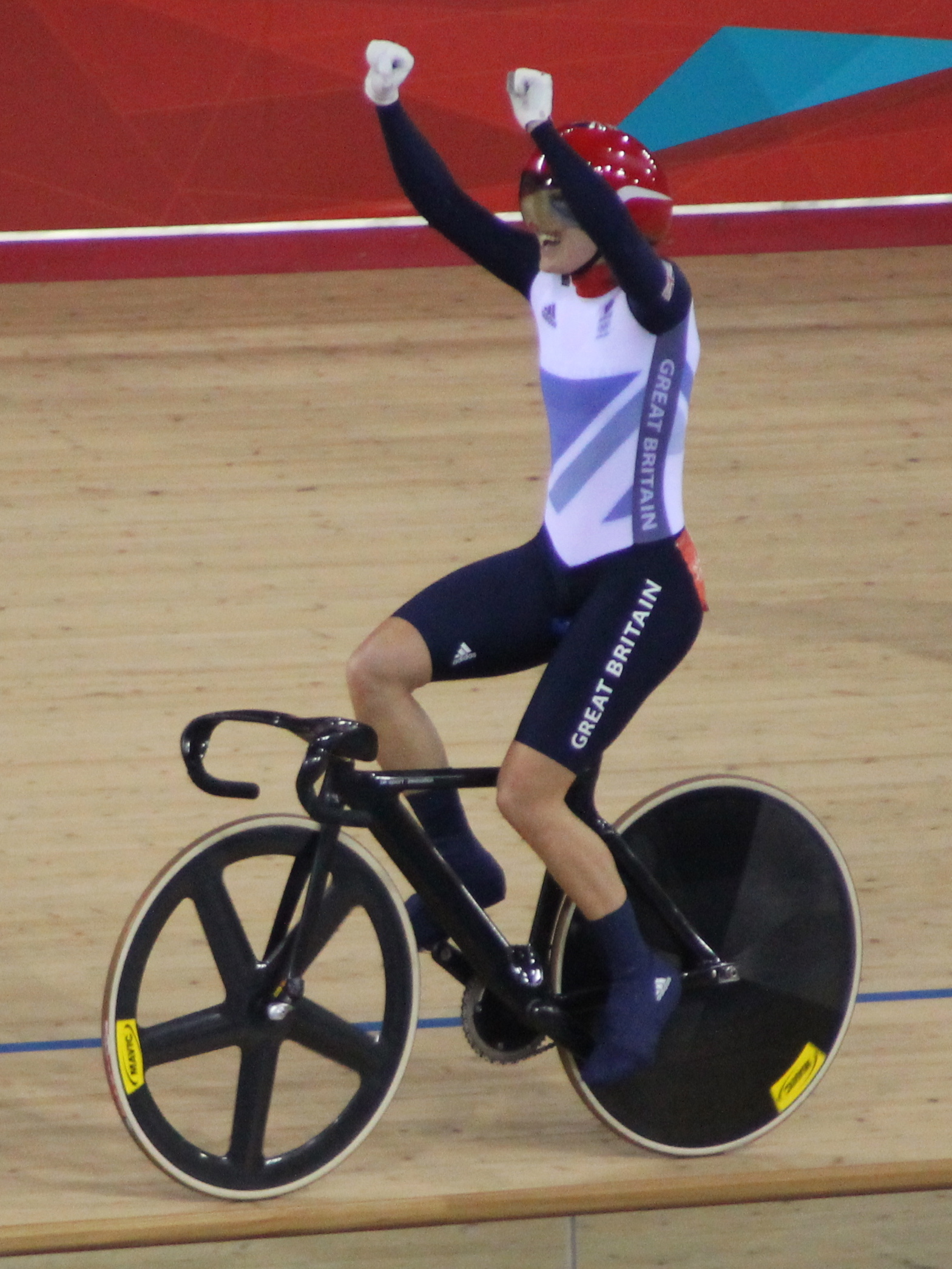
維多利亞·彭德爾頓赢得史上首枚奥运女子競輪賽金牌

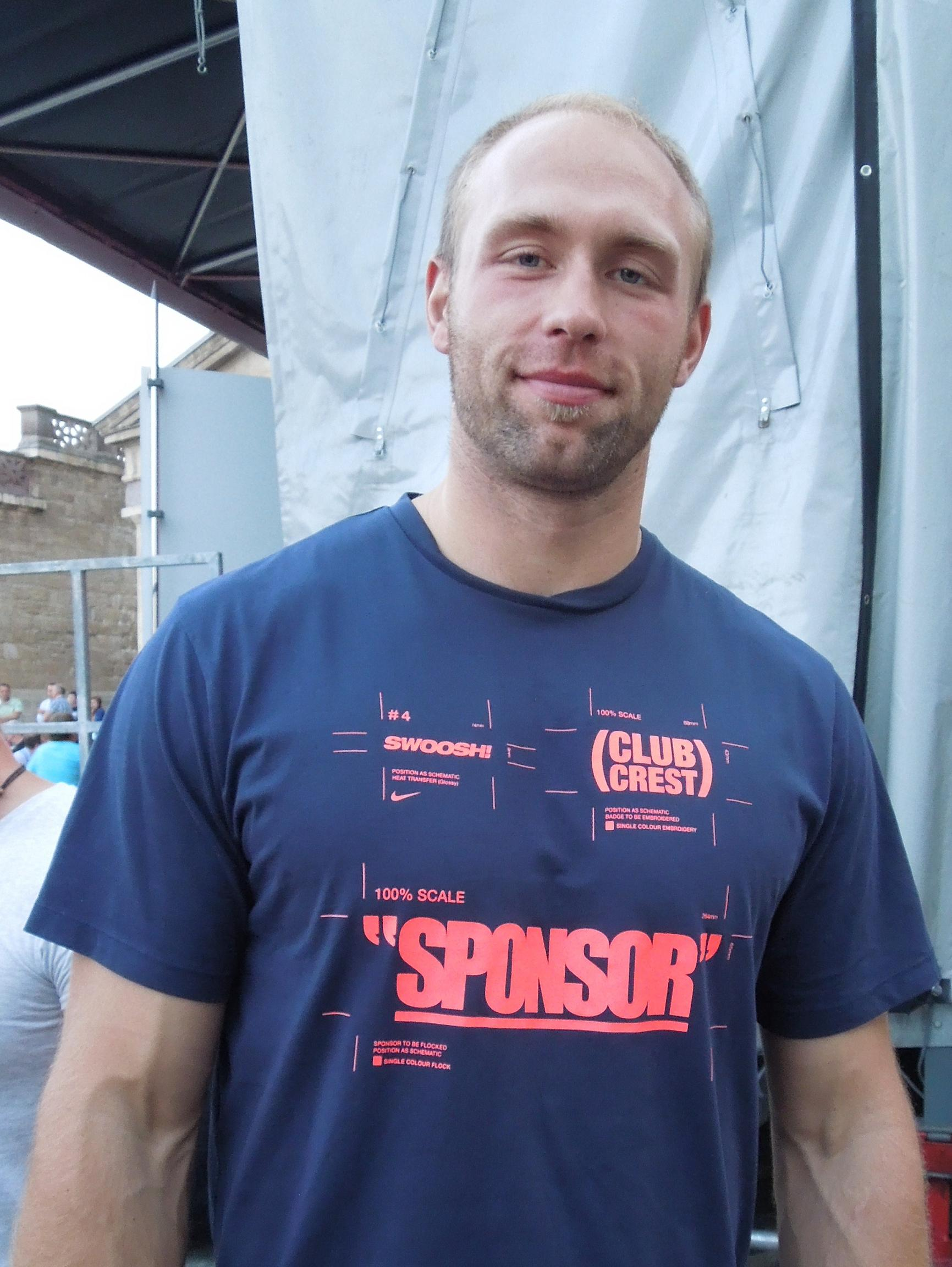
罗伯特·哈丁获男子铁饼冠军

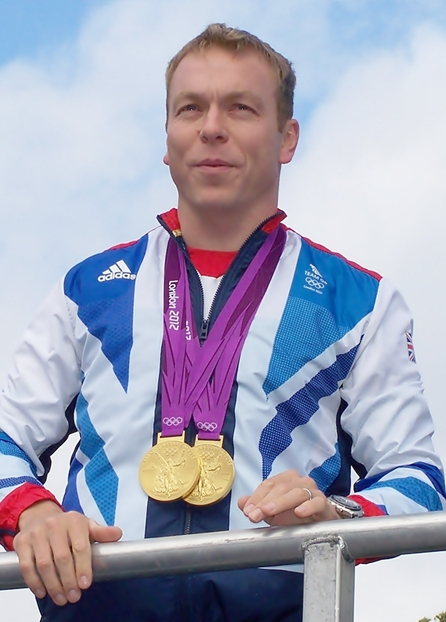
克里斯·霍伊获男子竞轮和场地自行车团体争先赛金牌

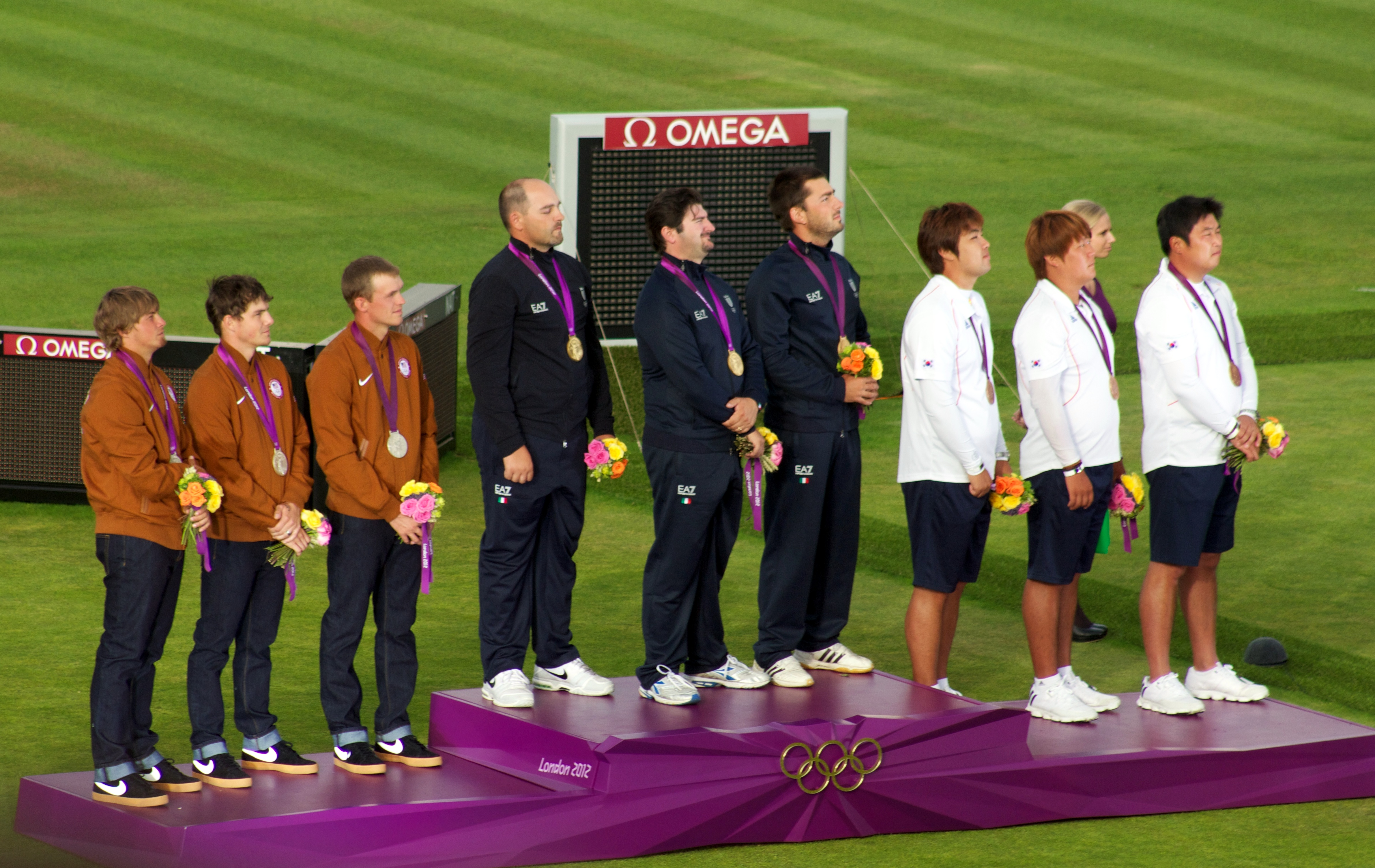
男子射箭团体赛奖牌得主

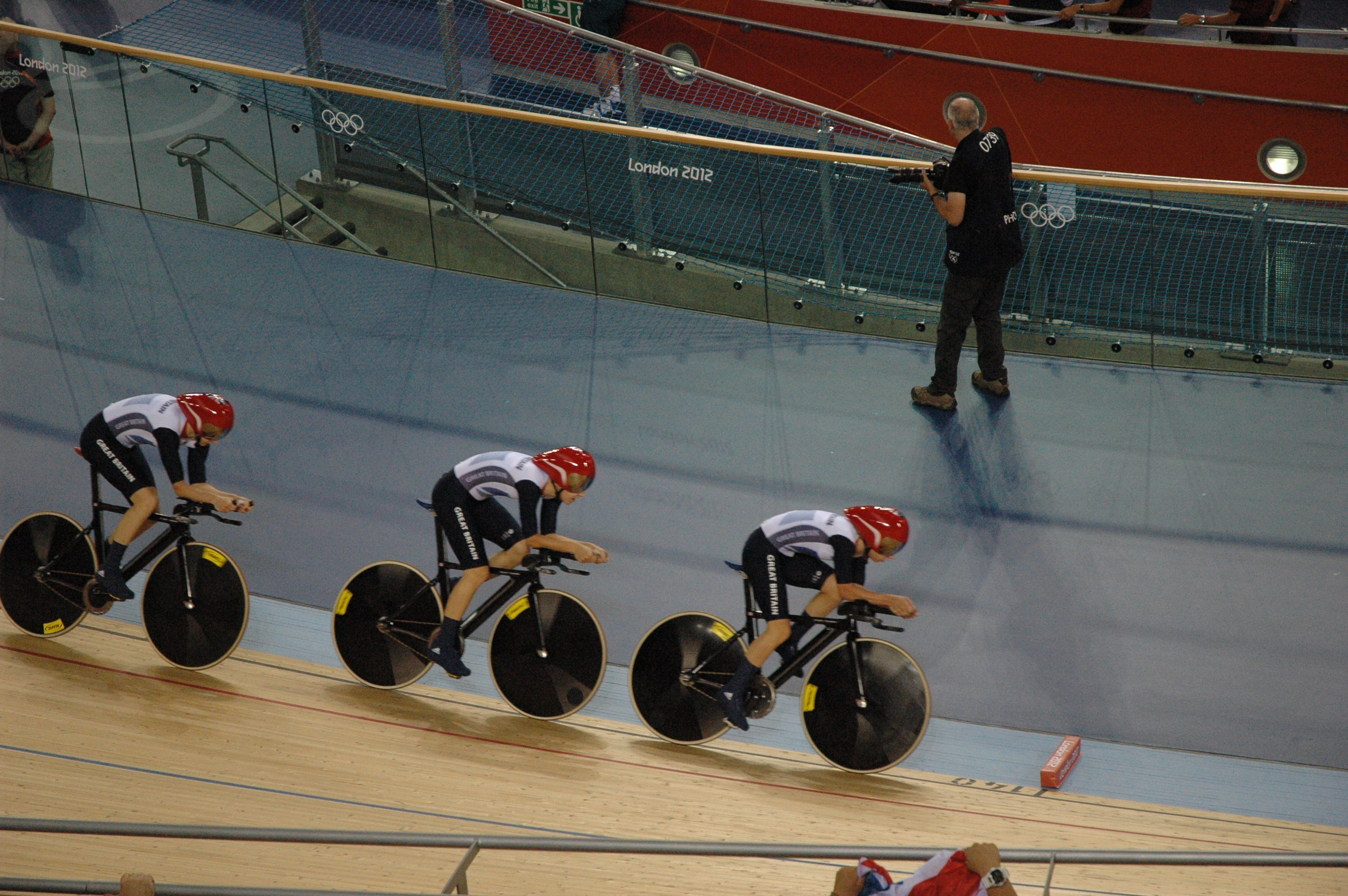
英国拿下史上首枚奥运女子场地自行车团体追逐赛冠军并打破世界纪录

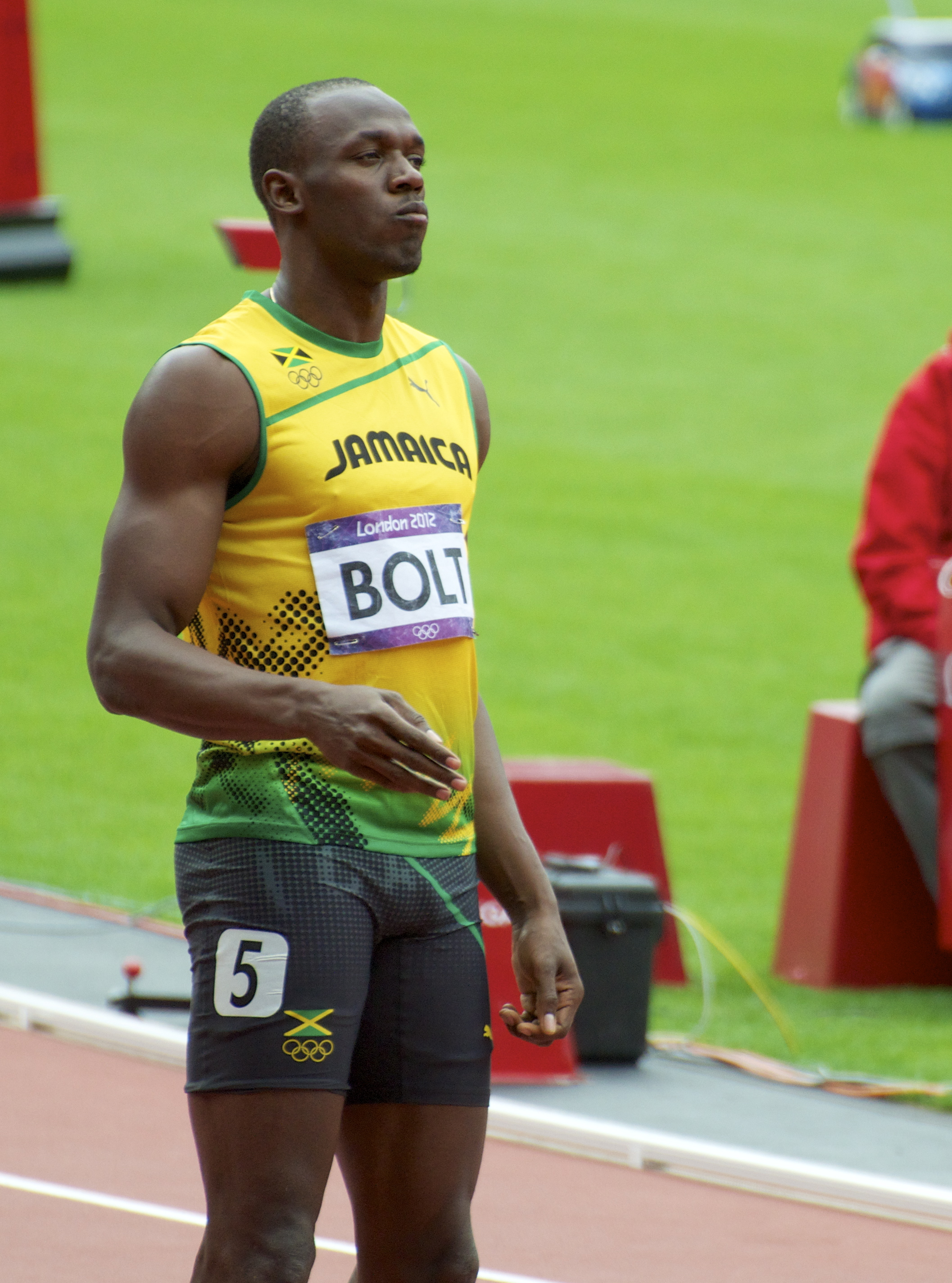
尤塞恩·博尔特是史上首位卫冕奥运百米和200米项目的运动员

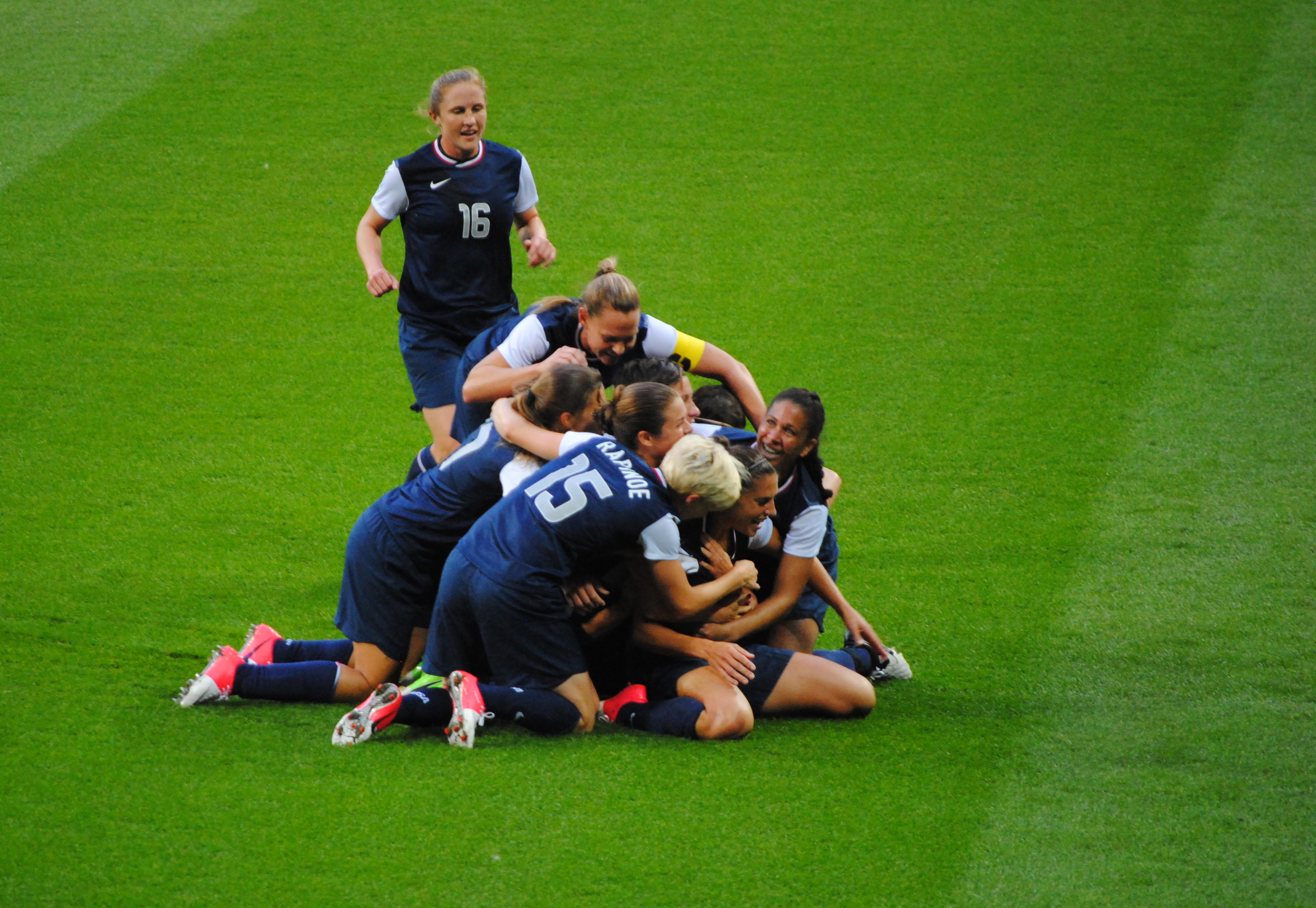
美国队连续第三次赢得奥运女子足球赛

奖牌榜按国际奥林匹克委员会提供的信息排列，与委员会公布内容一致，默认按各代表团金牌数从多到少排列，金牌数相等则按银牌数排列，银牌数相等便按铜牌数排列。
拳击、柔道、跆拳道和摔跤各重量级均颁发两枚铜牌。男子200米自由泳和男子100米蝶泳项目亚军出现并列，所以颁发两枚银牌，没有铜牌。男子竞轮自行车赛因并列第三名授予两枚铜牌，男子跳高比赛第三名出现三人并列，故颁发三枚铜牌。
图例
 ‡  奖牌数有变

  *   主办国家/地区（英国）
| 排名                      | 国家 / 地区               | 金牌 | 銀牌 | 銅牌 | 总计 |
| ------------------------- | ------------------------- | ---- | ---- | ---- | ---- |
| 1                         | 美国（USA）‡              | 46   | 28   | 30   | 104  |
| 2                         | 中国（CHN）‡              | 39   | 31   | 22   | 92   |
| 3                         | 英国（GBR）*              | 29   | 17   | 19   | 65   |
| 4                         | 俄罗斯（RUS）‡            | 19   | 20   | 27   | 66   |
| 5                         | 韩国（KOR）‡              | 13   | 9    | 8    | 30   |
| 6                         | 德国（GER）‡              | 11   | 20   | 13   | 44   |
| 7                         | 法国（FRA）‡              | 11   | 11   | 13   | 35   |
| 8                         | （AUS）‡                  | 8    | 15   | 12   | 35   |
| 9                         | 意大利（ITA）             | 8    | 9    | 11   | 28   |
| 10                        | 匈牙利（HUN）‡            | 8    | 4    | 6    | 18   |
| 11                        | 日本（JPN）               | 7    | 14   | 17   | 38   |
| 12                        | 伊朗（IRI）‡              | 7    | 5    | 1    | 13   |
| 13                        | 荷兰（NED）               | 6    | 6    | 8    | 20   |
| 14                        | 新西兰（NZL）‡            | 6    | 2    | 5    | 13   |
| 15                        | 乌克兰（UKR）‡            | 5    | 4    | 10   | 19   |
| 16                        | 古巴（CUB）‡              | 5    | 3    | 7    | 15   |
| 17                        | 西班牙（ESP）‡            | 4    | 10   | 5    | 19   |
| 18                        | 牙买加（JAM）‡            | 4    | 5    | 3    | 12   |
| 19                        | 捷克（CZE）‡              | 4    | 3    | 4    | 11   |
| 20                        | 南非（RSA）‡              | 4    | 1    | 1    | 6    |
| 21                        | 朝鲜（PRK）               | 4    | 0    | 2    | 6    |
| 22                        | 巴西（BRA）               | 3    | 5    | 9    | 17   |
| 23                        | 波兰（POL）‡              | 3    | 2    | 6    | 11   |
| 24                        | 埃塞俄比亚（ETH）‡        | 3    | 2    | 3    | 8    |
| 25                        | （KAZ）‡                  | 3    | 1    | 7    | 11   |
| 26                        | 克罗地亚（CRO）           | 3    | 1    | 2    | 6    |
| 27                        | 加拿大（CAN）‡            | 2    | 5    | 11   | 18   |
| 28                        | 白俄罗斯（BLR）‡          | 2    | 5    | 3    | 10   |
| 29                        | （KEN）‡                  | 2    | 4    | 7    | 13   |
| 30                        | 丹麦（DEN）               | 2    | 4    | 3    | 9    |
| 31                        | 罗马尼亚（ROU）‡          | 2    | 4    | 1    | 7    |
| 32                        | 阿塞拜疆（AZE）‡          | 2    | 2    | 5    | 9    |
| 33                        | 瑞士（SUI）               | 2    | 2    | 0    | 4    |
| 34                        | 挪威（NOR）               | 2    | 1    | 1    | 4    |
| 35                        | 立陶宛（LTU）‡            | 2    | 0    | 3    | 5    |
| 36                        | 突尼斯（TUN）‡            | 2    | 0    | 1    | 3    |
| 37                        | 瑞典（SWE）               | 1    | 4    | 3    | 8    |
| 38                        | 哥伦比亚（COL）           | 1    | 3    | 4    | 8    |
| 38                        | 墨西哥（MEX）‡            | 1    | 3    | 4    | 8    |
| 40                        | （GEO）‡                  | 1    | 2    | 3    | 6    |
| 41                        | 爱尔兰（IRL）‡            | 1    | 1    | 4    | 6    |
| 42                        | 阿根廷（ARG）             | 1    | 1    | 2    | 4    |
| 42                        | 斯洛文尼亚（SLO）         | 1    | 1    | 2    | 4    |
| 42                        | 塞尔维亚（SRB）           | 1    | 1    | 2    | 4    |
| 42                        | 特立尼达和多巴哥（TRI）‡  | 1    | 1    | 2    | 4    |
| 46                        | 土耳其（TUR）‡            | 1    | 1    | 1    | 3    |
| 47                        | （DOM）                   | 1    | 1    | 0    | 2    |
| 48                        | 拉脱维亚（LAT）           | 1    | 0    | 1    | 2    |
| 48                        | 中华台北（TPE）‡          | 1    | 0    | 1    | 2    |
| 50                        | 阿尔及利亚（ALG）         | 1    | 0    | 0    | 1    |
| 50                        | 巴哈马（BAH）             | 1    | 0    | 0    | 1    |
| 50                        | 巴林（BRN）‡              | 1    | 0    | 0    | 1    |
| 50                        | 格林纳达（GRN）           | 1    | 0    | 0    | 1    |
| 50                        | 乌干达（UGA）             | 1    | 0    | 0    | 1    |
| 50                        | 委内瑞拉（VEN）           | 1    | 0    | 0    | 1    |
| 56                        | 埃及（EGY）‡              | 0    | 3    | 1    | 4    |
| 57                        | 印度（IND）               | 0    | 2    | 4    | 6    |
| 58                        | 蒙古（MGL）               | 0    | 2    | 3    | 5    |
| 59                        | 泰国（THA）‡              | 0    | 2    | 2    | 4    |
| 60                        | 保加利亚（BUL）‡          | 0    | 2    | 1    | 3    |
| 60                        | 芬兰（FIN）‡              | 0    | 2    | 1    | 3    |
| 60                        | 印度尼西亚（INA）‡        | 0    | 2    | 1    | 3    |
| 63                        | 斯洛伐克（SVK）           | 0    | 1    | 3    | 4    |
| 64                        | 比利时（BEL）             | 0    | 1    | 2    | 3    |
| 65                        | 亚美尼亚（ARM）‡          | 0    | 1    | 1    | 2    |
| 65                        | 爱沙尼亚（EST）           | 0    | 1    | 1    | 2    |
| 65                        | 马来西亚（MAS）           | 0    | 1    | 1    | 2    |
| 65                        | 波多黎各（PUR）           | 0    | 1    | 1    | 2    |
| 69                        | 博茨瓦纳（BOT）           | 0    | 1    | 0    | 1    |
| 69                        | 塞浦路斯（CYP）           | 0    | 1    | 0    | 1    |
| 69                        | 加蓬（GAB）               | 0    | 1    | 0    | 1    |
| 69                        | 危地马拉（GUA）           | 0    | 1    | 0    | 1    |
| 69                        | （MNE）                   | 0    | 1    | 0    | 1    |
| 69                        | 葡萄牙（POR）             | 0    | 1    | 0    | 1    |
| 75                        | （UZB）‡                  | 0    | 0    | 3    | 3    |
| 76                        | 希腊（GRE）               | 0    | 0    | 2    | 2    |
| 76                        | （QAT）                   | 0    | 0    | 2    | 2    |
| 76                        | 新加坡（SIN）             | 0    | 0    | 2    | 2    |
| 79                        | 阿富汗（AFG）             | 0    | 0    | 1    | 1    |
| 79                        | 喀麦隆（CMR）‡            | 0    | 0    | 1    | 1    |
| 79                        | 中国香港（HKG）           | 0    | 0    | 1    | 1    |
| 79                        | 沙特阿拉伯（KSA）         | 0    | 0    | 1    | 1    |
| 79                        | 科威特（KUW）             | 0    | 0    | 1    | 1    |
| 79                        | 摩洛哥（MAR）             | 0    | 0    | 1    | 1    |
| 79                        | （TJK）                   | 0    | 0    | 1    | 1    |
| 79                        | 越南（VIE）‡              | 0    | 0    | 1    | 1    |
| 总计（共86个国家 / 地区） | 总计（共86个国家 / 地区） | 302  | 301  | 354  | 957  |

## 奖牌变动

### 正式变更
2016年8月29日，报告表明2012年夏奥会男子自由摔跤60公斤级银牌得主、俄罗斯运动员贝斯克·库杜科夫（Бесик Кудухов）的血样经重新测试发现禁药痕迹，之后查出禁药是脱氢氯甲基睾酮。库杜科夫2013年12月死于车祸，国际奥林匹克委员会2016年10月27日放弃针对他的纪律处分程序，称程序不能处分死者。
| 颜色/符号 | 含义             |
| --------- | ---------------- |
| ※         | 取消资格的运动员 |

| 裁定日期      | 项目          | 选手（代表团）                   | 金牌 | 銀牌 | 銅牌 | 合计 | 说明 |
| ------------- | ------------- | -------------------------------- | ---- | ---- | ---- | ---- | --- |
| 2012年8月13日 | 田径 女子铅球 | 纳泽娅·奥斯塔普丘克（白俄罗斯）※ | −1   |      |      | −1   | 2012年8月13日，国际奥委会宣布女子铅球比赛冠军、白俄罗斯运动员纳泽娅·奥斯塔普丘克体内发现同化類固醇美替诺龙，因此剥夺她的金牌并授予新西兰选手、原银牌得主華娜莉·阿當絲；俄罗斯选手、原铜牌得主叶夫根尼娅·科沃德科（）改拿银牌，中国选手、原第四名巩立姣获铜牌。不过，科沃德科的银牌后来因兴奋剂剥夺。 |
| 2012年8月13日 | 田径 女子铅球 | 華娜莉·阿當絲（新西兰）          | +1   | −1   |      | 0    | 2012年8月13日，国际奥委会宣布女子铅球比赛冠军、白俄罗斯运动员纳泽娅·奥斯塔普丘克体内发现同化類固醇美替诺龙，因此剥夺她的金牌并授予新西兰选手、原银牌得主華娜莉·阿當絲；俄罗斯选手、原铜牌得主叶夫根尼娅·科沃德科（）改拿银牌，中国选手、原第四名巩立姣获铜牌。不过，科沃德科的银牌后来因兴奋剂剥夺。 |
| 2012年8月13日 | 田径 女子铅球 | 叶夫根尼娅·科沃德科（俄罗斯）    |      | +1   | −1   | 0    | 2012年8月13日，国际奥委会宣布女子铅球比赛冠军、白俄罗斯运动员纳泽娅·奥斯塔普丘克体内发现同化類固醇美替诺龙，因此剥夺她的金牌并授予新西兰选手、原银牌得主華娜莉·阿當絲；俄罗斯选手、原铜牌得主叶夫根尼娅·科沃德科（）改拿银牌，中国选手、原第四名巩立姣获铜牌。不过，科沃德科的银牌后来因兴奋剂剥夺。 |
| 2012年8月13日 | 田径 女子铅球 | 巩立姣（中国）                   |      |      | +1   | +1   | 2012年8月13日，国际奥委会宣布女子铅球比赛冠军、白俄罗斯运动员纳泽娅·奥斯塔普丘克体内发现同化類固醇美替诺龙，因此剥夺她的金牌并授予新西兰选手、原银牌得主華娜莉·阿當絲；俄罗斯选手、原铜牌得主叶夫根尼娅·科沃德科（）改拿银牌，中国选手、原第四名巩立姣获铜牌。不过，科沃德科的银牌后来因兴奋剂剥夺。 |

| 裁定日期                    | 项目                       | 选手（代表团） | 金牌 | 銀牌 | 銅牌 | 合计 | 说明 |
| --------------------------- | -------------------------- | --- | ---- | ---- | ---- | ---- | --- |
| 2012年11月6日               | 摔跤 男子自由式74公斤      | 索斯兰·蒂吉耶夫（）※ |      |      | −1   | −1   | 2012年11月6日，国际奥委会宣布乌兹别克斯坦摔跤选手索斯兰·蒂吉耶夫测试甲基己胺，剥夺他在男子自由式74公斤级项目的铜牌并颁给原本排名第五的匈牙利运动员豪托什·加博尔（）。 |
| 2012年11月6日               | 摔跤 男子自由式74公斤      | 豪托什·加博尔（匈牙利） |      |      | +1   | +1   | 2012年11月6日，国际奥委会宣布乌兹别克斯坦摔跤选手索斯兰·蒂吉耶夫测试甲基己胺，剥夺他在男子自由式74公斤级项目的铜牌并颁给原本排名第五的匈牙利运动员豪托什·加博尔（）。 |
| 2013年5月1日                | 田径 女子铁饼              | 达娅·皮什查尔尼科娃（俄罗斯）※ |      | −1   |      | −1   | 2013年5月1日，国际奥委会宣布俄罗斯女子铁饼运动员达娅·皮什查尔尼科娃（）经测试发现氧甲氢龙（合成代谢类固醇）残留，处以禁赛十年并剥夺2012年奥运会银牌的处罚。中国队的李艳凤获银牌，古巴选手亚雷莉丝·巴里奥斯（）获铜牌。 |
| 2013年5月1日                | 田径 女子铁饼              | 李艳凤（中国） |      | +1   | −1   | 0    | 2013年5月1日，国际奥委会宣布俄罗斯女子铁饼运动员达娅·皮什查尔尼科娃（）经测试发现氧甲氢龙（合成代谢类固醇）残留，处以禁赛十年并剥夺2012年奥运会银牌的处罚。中国队的李艳凤获银牌，古巴选手亚雷莉丝·巴里奥斯（）获铜牌。 |
| 2013年5月1日                | 田径 女子铁饼              | 亚雷莉丝·巴里奥斯（古巴） |      |      | +1   | +1   | 2013年5月1日，国际奥委会宣布俄罗斯女子铁饼运动员达娅·皮什查尔尼科娃（）经测试发现氧甲氢龙（合成代谢类固醇）残留，处以禁赛十年并剥夺2012年奥运会银牌的处罚。中国队的李艳凤获银牌，古巴选手亚雷莉丝·巴里奥斯（）获铜牌。 |
| 2015年5月20日               | 田径 男子4×100米接力       | 瑞安·贝利（美国）※ · 杰弗里·邓普斯（美国） ※ · 贾斯汀·加特林（美国） ※ · 泰森·盖伊（美国） ※ · 特雷尔·基蒙斯（美国） ※ · 达维斯·帕顿（美国） ※    |      | −1   |      | −1   | 2014年5月，美國反禁藥組織宣布对男子4×100米接力选手泰森·盖伊禁赛一年。2015年5月，国际奥委会正式要求美国奥林匹克委员会收回盖伊队友特雷尔·基蒙斯（）、贾斯汀·加特林、瑞安·贝利（）、杰弗里·邓普斯（）、达维斯·帕顿（）的银牌，颁给特立尼达和多巴哥接力队，法国接力队获铜牌。 |
| 2015年5月20日               | 田径 男子4×100米接力       | 凯斯顿·布莱德曼（特立尼达和多巴哥） · 马克·伯恩斯（特立尼达和多巴哥） · 埃玛努埃尔·卡伦德（特立尼达和多巴哥） · 理查德·汤普森（特立尼达和多巴哥） |      | +1   | −1   | 0    | 2014年5月，美國反禁藥組織宣布对男子4×100米接力选手泰森·盖伊禁赛一年。2015年5月，国际奥委会正式要求美国奥林匹克委员会收回盖伊队友特雷尔·基蒙斯（）、贾斯汀·加特林、瑞安·贝利（）、杰弗里·邓普斯（）、达维斯·帕顿（）的银牌，颁给特立尼达和多巴哥接力队，法国接力队获铜牌。 |
| 2015年5月20日               | 田径 男子4×100米接力       | 克里斯托夫·勒邁特雷（法国） · 皮埃尔-阿莱克西斯·佩索诺（法国） · 罗纳德·波尼翁（法国） · 吉米·維科（法国）                                        |      |      | +1   | +1   | 2014年5月，美國反禁藥組織宣布对男子4×100米接力选手泰森·盖伊禁赛一年。2015年5月，国际奥委会正式要求美国奥林匹克委员会收回盖伊队友特雷尔·基蒙斯（）、贾斯汀·加特林、瑞安·贝利（）、杰弗里·邓普斯（）、达维斯·帕顿（）的银牌，颁给特立尼达和多巴哥接力队，法国接力队获铜牌。 |
| 2015年8月17日               | 田径 女子1500米            | 阿斯利·卡吉尔·阿尔普特金（土耳其）※ | −1   |      |      | −1   | 2015年8月17日，国际体育仲裁法庭批准土耳其运动员阿斯利·卡吉尔·阿尔普特金（）、土耳其田径联合会与国际田径联合会达成的协议，血样检出兴奋剂的阿尔普尔金放弃女子1500米金牌并禁赛八年。 |
| 2015年8月17日               | 田径 女子1500米            | 奖牌分配见下方2017年3月29日项目 |      |      |      |      | 2015年8月17日，国际体育仲裁法庭批准土耳其运动员阿斯利·卡吉尔·阿尔普特金（）、土耳其田径联合会与国际田径联合会达成的协议，血样检出兴奋剂的阿尔普尔金放弃女子1500米金牌并禁赛八年。 |
| 2016年3月24日               | 田径 男子50公里竞走        | 谢尔盖·基尔佳普金（俄罗斯）※ | −1   |      |      | −1   | 2016年3月24日，国际体育仲裁法庭公布处罚决定，撤销谢尔盖·基尔佳普金（）2009年8月20日至2012年10月15日所有比赛成绩。国际奥委会确定剥夺他在伦敦奥运50公里竞走项目的金牌。澳大利亚选手贾里德·塔伦特、中国运动员司天峰和爱尔兰队的罗伯特·赫夫南（）分获金、银、铜牌。 |
| 2016年3月24日               | 田径 男子50公里竞走        | 贾里德·塔伦特（） | +1   | −1   |      | 0    | 2016年3月24日，国际体育仲裁法庭公布处罚决定，撤销谢尔盖·基尔佳普金（）2009年8月20日至2012年10月15日所有比赛成绩。国际奥委会确定剥夺他在伦敦奥运50公里竞走项目的金牌。澳大利亚选手贾里德·塔伦特、中国运动员司天峰和爱尔兰队的罗伯特·赫夫南（）分获金、银、铜牌。 |
| 2016年3月24日               | 田径 男子50公里竞走        | 司天峰（中国） |      | +1   | −1   | 0    | 2016年3月24日，国际体育仲裁法庭公布处罚决定，撤销谢尔盖·基尔佳普金（）2009年8月20日至2012年10月15日所有比赛成绩。国际奥委会确定剥夺他在伦敦奥运50公里竞走项目的金牌。澳大利亚选手贾里德·塔伦特、中国运动员司天峰和爱尔兰队的罗伯特·赫夫南（）分获金、银、铜牌。 |
| 2016年3月24日               | 田径 男子50公里竞走        | 罗伯特·赫弗南（爱尔兰） |      |      | +1   | +1   | 2016年3月24日，国际体育仲裁法庭公布处罚决定，撤销谢尔盖·基尔佳普金（）2009年8月20日至2012年10月15日所有比赛成绩。国际奥委会确定剥夺他在伦敦奥运50公里竞走项目的金牌。澳大利亚选手贾里德·塔伦特、中国运动员司天峰和爱尔兰队的罗伯特·赫夫南（）分获金、银、铜牌。 |
| 2016年3月24日               | 田径 女子20公里竞走        | 奥莉加·卡尼斯金娜（俄罗斯）※ |      | −1   |      | −1   | 2016年3月24日，国际体育仲裁法庭裁定奥莉加·卡尼斯金娜（）2009年8月15日至2012年10月15日的比赛成绩无效，奖牌是否重新分配需由国际田联决定。国际奥运会确认剥夺卡尼斯金娜的伦敦奥运20公里竞走银牌，要求国际田径修改比赛结果，奖牌已重新分配。 |
| 2016年3月24日               | 田径 女子20公里竞走        | 切阳什姐（中国） |      | +1   | −1   | 0    | 2016年3月24日，国际体育仲裁法庭裁定奥莉加·卡尼斯金娜（）2009年8月15日至2012年10月15日的比赛成绩无效，奖牌是否重新分配需由国际田联决定。国际奥运会确认剥夺卡尼斯金娜的伦敦奥运20公里竞走银牌，要求国际田径修改比赛结果，奖牌已重新分配。 |
| 2016年3月24日               | 田径 女子20公里竞走        | 刘虹（中国） |      |      | +1   | +1   | 2016年3月24日，国际体育仲裁法庭裁定奥莉加·卡尼斯金娜（）2009年8月15日至2012年10月15日的比赛成绩无效，奖牌是否重新分配需由国际田联决定。国际奥运会确认剥夺卡尼斯金娜的伦敦奥运20公里竞走银牌，要求国际田径修改比赛结果，奖牌已重新分配。 |
| 2016年3月24日               | 田径 女子3000米障碍        | 尤莉娅·扎瑞波娃（俄罗斯）※ | −1   |      |      | −1   | 2015年1月30日，国际奥委会确定尤莉娅·扎瑞波娃（）血检发现类固醇。一年多后，国际体育仲裁法庭于2016年3月24日以服用兴奋剂之名取消她的成绩并确认剥夺伦敦奥运金牌。同年6月4日，国际奥委会正式确认并把金牌授予突尼西亞选手哈比巴·吉利比，国际田联更改结果。原本排在第12位的西班牙选手玛尔塔·多明戈斯（）同样取消成绩。 |
| 2016年3月24日               | 田径 女子3000米障碍        | 哈比巴·吉利比（突尼斯） | +1   | −1   |      | 0    | 2015年1月30日，国际奥委会确定尤莉娅·扎瑞波娃（）血检发现类固醇。一年多后，国际体育仲裁法庭于2016年3月24日以服用兴奋剂之名取消她的成绩并确认剥夺伦敦奥运金牌。同年6月4日，国际奥委会正式确认并把金牌授予突尼西亞选手哈比巴·吉利比，国际田联更改结果。原本排在第12位的西班牙选手玛尔塔·多明戈斯（）同样取消成绩。 |
| 2016年3月24日               | 田径 女子3000米障碍        | 索菲亞·阿塞法（埃塞俄比亚） |      | +1   | −1   | 0    | 2015年1月30日，国际奥委会确定尤莉娅·扎瑞波娃（）血检发现类固醇。一年多后，国际体育仲裁法庭于2016年3月24日以服用兴奋剂之名取消她的成绩并确认剥夺伦敦奥运金牌。同年6月4日，国际奥委会正式确认并把金牌授予突尼西亞选手哈比巴·吉利比，国际田联更改结果。原本排在第12位的西班牙选手玛尔塔·多明戈斯（）同样取消成绩。 |
| 2016年3月24日               | 田径 女子3000米障碍        | 米尔卡·切莫斯·切伊娃（） |      |      | +1   | +1   | 2015年1月30日，国际奥委会确定尤莉娅·扎瑞波娃（）血检发现类固醇。一年多后，国际体育仲裁法庭于2016年3月24日以服用兴奋剂之名取消她的成绩并确认剥夺伦敦奥运金牌。同年6月4日，国际奥委会正式确认并把金牌授予突尼西亞选手哈比巴·吉利比，国际田联更改结果。原本排在第12位的西班牙选手玛尔塔·多明戈斯（）同样取消成绩。 |
| 2016年7月13日               | 举重 女子58公斤级          | 尤利娅·卡利纳（乌克兰）※ |      |      | −1   | −1   | 2016年7月13日，国际奥委会宣布乌克兰选手尤利娅·卡利纳（）在2012年夏奥会留下的样本经重新分析发现禁药脱氢氯甲基睾酮（特力补），故取消她比赛成绩，要求交回女子58公斤级举重项目铜牌。国际摔跤联合会应国际奥委会要求修改赛果并重新分配奖牌。 |
| 2016年7月13日               | 举重 女子58公斤级          | 拉蒂坎·古尔诺伊（泰国） |      |      | +1   | +1   | 2016年7月13日，国际奥委会宣布乌克兰选手尤利娅·卡利纳（）在2012年夏奥会留下的样本经重新分析发现禁药脱氢氯甲基睾酮（特力补），故取消她比赛成绩，要求交回女子58公斤级举重项目铜牌。国际摔跤联合会应国际奥委会要求修改赛果并重新分配奖牌。 |
| 2016年8月9日                | 田径 男子标枪              | 欧历山大·普亚特尼茨亚（乌克兰）※ |      | −1   |      | −1   | 2016年8月9日，国际奥委会宣布乌克兰运动员欧历山大·普亚特尼茨亚（）血检发现禁药脱氢氯甲基睾酮，剥夺他在伦敦奥运所获男子标枪银牌，要求国际田联修正赛果。2017年2月22日，安蒂·鲁斯卡宁（）在芬兰拿到银牌。同年6月28日，维捷斯拉夫·维塞利（）在世界田径挑战赛俄斯特拉发站拿到伦敦奥运铜牌。 |
| 2016年8月9日                | 田径 男子标枪              | 安蒂·拉斯卡内（芬兰） |      | +1   | −1   | 0    | 2016年8月9日，国际奥委会宣布乌克兰运动员欧历山大·普亚特尼茨亚（）血检发现禁药脱氢氯甲基睾酮，剥夺他在伦敦奥运所获男子标枪银牌，要求国际田联修正赛果。2017年2月22日，安蒂·鲁斯卡宁（）在芬兰拿到银牌。同年6月28日，维捷斯拉夫·维塞利（）在世界田径挑战赛俄斯特拉发站拿到伦敦奥运铜牌。 |
| 2016年8月9日                | 田径 男子标枪              | 維捷斯拉夫·維斯利（捷克） |      |      | +1   | +1   | 2016年8月9日，国际奥委会宣布乌克兰运动员欧历山大·普亚特尼茨亚（）血检发现禁药脱氢氯甲基睾酮，剥夺他在伦敦奥运所获男子标枪银牌，要求国际田联修正赛果。2017年2月22日，安蒂·鲁斯卡宁（）在芬兰拿到银牌。同年6月28日，维捷斯拉夫·维塞利（）在世界田径挑战赛俄斯特拉发站拿到伦敦奥运铜牌。 |
| 2016年8月20日               | 田径 女子铅球              | 叶夫根尼娅·科沃德科（俄罗斯）※ |      | −1   |      | −1   | 2016年8月20日，国际奥委会宣布俄国选手叶夫根尼娅·科沃德科血检发现脱氢氯甲基睾酮和伊帕瑞林，故剥夺她在伦敦奥运女子铅球项目的银牌。科沃德科在伦敦奥运赛场原本排名第三，冠军纳泽娅·奥斯塔普丘克在奥运会期间就被发现服用禁药取消成绩，科沃德科升为银牌。国际奥委会要求国际田径据此修改赛果，所有奖牌已重新分配。 |
| 2016年8月20日               | 田径 女子铅球              | 巩立姣（中国） |      | +1   | −1   | 0    | 2016年8月20日，国际奥委会宣布俄国选手叶夫根尼娅·科沃德科血检发现脱氢氯甲基睾酮和伊帕瑞林，故剥夺她在伦敦奥运女子铅球项目的银牌。科沃德科在伦敦奥运赛场原本排名第三，冠军纳泽娅·奥斯塔普丘克在奥运会期间就被发现服用禁药取消成绩，科沃德科升为银牌。国际奥委会要求国际田径据此修改赛果，所有奖牌已重新分配。 |
| 2016年8月20日               | 田径 女子铅球              | 李玲（中国） |      |      | +1   | +1   | 2016年8月20日，国际奥委会宣布俄国选手叶夫根尼娅·科沃德科血检发现脱氢氯甲基睾酮和伊帕瑞林，故剥夺她在伦敦奥运女子铅球项目的银牌。科沃德科在伦敦奥运赛场原本排名第三，冠军纳泽娅·奥斯塔普丘克在奥运会期间就被发现服用禁药取消成绩，科沃德科升为银牌。国际奥委会要求国际田径据此修改赛果，所有奖牌已重新分配。 |
| 2016年10月11日              | 田径 女子链球              | 塔亚娜·莱申科（俄罗斯）※ | −1   |      |      | −1   | 2016年10月11日，国际奥委会宣布俄罗斯运动员塔亚娜·莱申科（）测试发现禁药，剥夺她在伦敦奥运女子链球项目的金牌。要求奥委会要求国际田径据此修改结果，奖牌已重新分配。 |
| 2016年10月11日              | 田径 女子链球              | 安妮塔·沃達爾奇克（波兰） | +1   | −1   |      | 0    | 2016年10月11日，国际奥委会宣布俄罗斯运动员塔亚娜·莱申科（）测试发现禁药，剥夺她在伦敦奥运女子链球项目的金牌。要求奥委会要求国际田径据此修改结果，奖牌已重新分配。 |
| 2016年10月11日              | 田径 女子链球              | 贝蒂·海德勒（德国） |      | +1   | −1   | 0    | 2016年10月11日，国际奥委会宣布俄罗斯运动员塔亚娜·莱申科（）测试发现禁药，剥夺她在伦敦奥运女子链球项目的金牌。要求奥委会要求国际田径据此修改结果，奖牌已重新分配。 |
| 2016年10月11日              | 田径 女子链球              | 张文秀（中国） |      |      | +1   | +1   | 2016年10月11日，国际奥委会宣布俄罗斯运动员塔亚娜·莱申科（）测试发现禁药，剥夺她在伦敦奥运女子链球项目的金牌。要求奥委会要求国际田径据此修改结果，奖牌已重新分配。 |
| 2016年10月18日              | 举重 男子85公斤级          | 阿普蒂·阿乌卡多夫（俄罗斯）※ |      | −1   |      | −1   | 2016年10月18日，国际奥委会宣布俄罗斯选手阿普蒂·阿乌卡多夫（）经测试发现兴奋剂，剥夺他在伦敦奥运所获银牌。国际奥委会要求国际举重联合会修改赛果，奖牌已重新分配。 |
| 2016年10月18日              | 举重 男子85公斤级          | 基亚努什·罗斯塔米（伊朗） |      | +1   | −1   | 0    | 2016年10月18日，国际奥委会宣布俄罗斯选手阿普蒂·阿乌卡多夫（）经测试发现兴奋剂，剥夺他在伦敦奥运所获银牌。国际奥委会要求国际举重联合会修改赛果，奖牌已重新分配。 |
| 2016年10月18日              | 举重 男子85公斤级          | 塔里克·叶海亚（埃及） |      |      | +1   | +1   | 2016年10月18日，国际奥委会宣布俄罗斯选手阿普蒂·阿乌卡多夫（）经测试发现兴奋剂，剥夺他在伦敦奥运所获银牌。国际奥委会要求国际举重联合会修改赛果，奖牌已重新分配。 |
| 2016年10月27日              | 举重 女子53公斤级          | 赵常玲（）※ | −1   |      |      | −1   | 2016年10月27日，国际奥委会宣布八名运动员因兴奋剂测试不通过取消成绩，其中的奖牌得主包括哈萨克斯坦队的赵常玲、迈娅·马内扎、斯韦特兰娜·波多贝多娃（），白俄罗斯的玛丽娜·科曼科娃（）。国际举联应国际奥委会要求修改赛果并重新分配奖牌。 |
| 2016年10月27日              | 举重 女子53公斤级          | 奖牌分配见下方2016年11月21日项目 |      |      |      |      | 2016年10月27日，国际奥委会宣布八名运动员因兴奋剂测试不通过取消成绩，其中的奖牌得主包括哈萨克斯坦队的赵常玲、迈娅·马内扎、斯韦特兰娜·波多贝多娃（），白俄罗斯的玛丽娜·科曼科娃（）。国际举联应国际奥委会要求修改赛果并重新分配奖牌。 |
| 2016年10月27日              | 举重 女子63公斤级          | 迈娅·马内扎（）※ | −1   |      |      | −1   | 2016年10月27日，国际奥委会宣布八名运动员因兴奋剂测试不通过取消成绩，其中的奖牌得主包括哈萨克斯坦队的赵常玲、迈娅·马内扎、斯韦特兰娜·波多贝多娃（），白俄罗斯的玛丽娜·科曼科娃（）。国际举联应国际奥委会要求修改赛果并重新分配奖牌。 |
| 2016年10月27日              | 举重 女子63公斤级          | 奖牌分配见下方2017年4月5日项目 |      |      |      |      | 2016年10月27日，国际奥委会宣布八名运动员因兴奋剂测试不通过取消成绩，其中的奖牌得主包括哈萨克斯坦队的赵常玲、迈娅·马内扎、斯韦特兰娜·波多贝多娃（），白俄罗斯的玛丽娜·科曼科娃（）。国际举联应国际奥委会要求修改赛果并重新分配奖牌。 |
| 2016年10月27日              | 举重 女子69公斤级          | 玛丽娜·科曼科娃（白俄罗斯）※ |      |      | −1   | −1   | 2016年10月27日，国际奥委会宣布八名运动员因兴奋剂测试不通过取消成绩，其中的奖牌得主包括哈萨克斯坦队的赵常玲、迈娅·马内扎、斯韦特兰娜·波多贝多娃（），白俄罗斯的玛丽娜·科曼科娃（）。国际举联应国际奥委会要求修改赛果并重新分配奖牌。 |
| 2016年10月27日              | 举重 女子69公斤级          | 安娜·努尔穆克汉贝托娃（） |      |      | +1   | +1   | 2016年10月27日，国际奥委会宣布八名运动员因兴奋剂测试不通过取消成绩，其中的奖牌得主包括哈萨克斯坦队的赵常玲、迈娅·马内扎、斯韦特兰娜·波多贝多娃（），白俄罗斯的玛丽娜·科曼科娃（）。国际举联应国际奥委会要求修改赛果并重新分配奖牌。 |
| 2016年10月27日              | 举重 女子75公斤级          | 斯韦特兰娜·波多贝多娃（）※ | −1   |      |      | −1   | 2016年10月27日，国际奥委会宣布八名运动员因兴奋剂测试不通过取消成绩，其中的奖牌得主包括哈萨克斯坦队的赵常玲、迈娅·马内扎、斯韦特兰娜·波多贝多娃（），白俄罗斯的玛丽娜·科曼科娃（）。国际举联应国际奥委会要求修改赛果并重新分配奖牌。 |
| 2016年10月27日              | 举重 女子75公斤级          | 奖牌分配见下方2016年11月21日项目 |      |      |      |      | 2016年10月27日，国际奥委会宣布八名运动员因兴奋剂测试不通过取消成绩，其中的奖牌得主包括哈萨克斯坦队的赵常玲、迈娅·马内扎、斯韦特兰娜·波多贝多娃（），白俄罗斯的玛丽娜·科曼科娃（）。国际举联应国际奥委会要求修改赛果并重新分配奖牌。 |
| 2016年11月21日              | 举重 男子94公斤级          | 亚历山大·伊万诺夫（俄罗斯）※ |      | −1   |      | −1   | 2016年11月21日，国际奥委会取消12名兴奋剂测试不通过运动员的伦敦奥运成绩，其中有六名举重奖牌得主：亚历山大·伊万诺夫（，俄罗斯）、阿纳托利·西里塞乌（，摩尔多瓦）、克里斯蒂娜·约武（，摩尔多瓦）、娜塔莉亚·扎波洛特纳亚（，俄罗斯）、伊琳娜·库莱莎（，白俄罗斯）、赫利普西米·庫爾舒迪安（亚美尼亚）。国际举联根据国际奥委会要求修改结果并重新分配奖牌。                                                                                           |
| 2016年11月21日              | 举重 男子94公斤级          | 阿纳托利·西里塞乌（摩尔多瓦）※ |      |      | −1   | −1   | 2016年11月21日，国际奥委会取消12名兴奋剂测试不通过运动员的伦敦奥运成绩，其中有六名举重奖牌得主：亚历山大·伊万诺夫（，俄罗斯）、阿纳托利·西里塞乌（，摩尔多瓦）、克里斯蒂娜·约武（，摩尔多瓦）、娜塔莉亚·扎波洛特纳亚（，俄罗斯）、伊琳娜·库莱莎（，白俄罗斯）、赫利普西米·庫爾舒迪安（亚美尼亚）。国际举联根据国际奥委会要求修改结果并重新分配奖牌。                                                                                           |
| 2016年11月21日              | 举重 男子94公斤级          | 奖牌分配见下方2016年11月25日项目 |      |      |      |      | 2016年11月21日，国际奥委会取消12名兴奋剂测试不通过运动员的伦敦奥运成绩，其中有六名举重奖牌得主：亚历山大·伊万诺夫（，俄罗斯）、阿纳托利·西里塞乌（，摩尔多瓦）、克里斯蒂娜·约武（，摩尔多瓦）、娜塔莉亚·扎波洛特纳亚（，俄罗斯）、伊琳娜·库莱莎（，白俄罗斯）、赫利普西米·庫爾舒迪安（亚美尼亚）。国际举联根据国际奥委会要求修改结果并重新分配奖牌。                                                                                           |
| 2016年11月21日              | 举重 女子53公斤级          | 克里斯蒂娜·约武（摩尔多瓦）※ |      |      | −1   | −1   | 2016年11月21日，国际奥委会取消12名兴奋剂测试不通过运动员的伦敦奥运成绩，其中有六名举重奖牌得主：亚历山大·伊万诺夫（，俄罗斯）、阿纳托利·西里塞乌（，摩尔多瓦）、克里斯蒂娜·约武（，摩尔多瓦）、娜塔莉亚·扎波洛特纳亚（，俄罗斯）、伊琳娜·库莱莎（，白俄罗斯）、赫利普西米·庫爾舒迪安（亚美尼亚）。国际举联根据国际奥委会要求修改结果并重新分配奖牌。                                                                                           |
| 2016年11月21日              | 举重 女子53公斤级          | 许淑净（中华台北） | +1   | −1   |      | 0    | 2016年11月21日，国际奥委会取消12名兴奋剂测试不通过运动员的伦敦奥运成绩，其中有六名举重奖牌得主：亚历山大·伊万诺夫（，俄罗斯）、阿纳托利·西里塞乌（，摩尔多瓦）、克里斯蒂娜·约武（，摩尔多瓦）、娜塔莉亚·扎波洛特纳亚（，俄罗斯）、伊琳娜·库莱莎（，白俄罗斯）、赫利普西米·庫爾舒迪安（亚美尼亚）。国际举联根据国际奥委会要求修改结果并重新分配奖牌。                                                                                           |
| 2016年11月21日              | 举重 女子53公斤级          | 芝特拉·费布里安蒂（印度尼西亚） |      | +1   |      | +1   | 2016年11月21日，国际奥委会取消12名兴奋剂测试不通过运动员的伦敦奥运成绩，其中有六名举重奖牌得主：亚历山大·伊万诺夫（，俄罗斯）、阿纳托利·西里塞乌（，摩尔多瓦）、克里斯蒂娜·约武（，摩尔多瓦）、娜塔莉亚·扎波洛特纳亚（，俄罗斯）、伊琳娜·库莱莎（，白俄罗斯）、赫利普西米·庫爾舒迪安（亚美尼亚）。国际举联根据国际奥委会要求修改结果并重新分配奖牌。                                                                                           |
| 2016年11月21日              | 举重 女子53公斤级          | 尤利娅·帕拉托娃（乌克兰） |      |      | +1   | +1   | 2016年11月21日，国际奥委会取消12名兴奋剂测试不通过运动员的伦敦奥运成绩，其中有六名举重奖牌得主：亚历山大·伊万诺夫（，俄罗斯）、阿纳托利·西里塞乌（，摩尔多瓦）、克里斯蒂娜·约武（，摩尔多瓦）、娜塔莉亚·扎波洛特纳亚（，俄罗斯）、伊琳娜·库莱莎（，白俄罗斯）、赫利普西米·庫爾舒迪安（亚美尼亚）。国际举联根据国际奥委会要求修改结果并重新分配奖牌。                                                                                           |
| 2016年11月21日              | 举重 女子75公斤级          | 娜塔莉亚·扎波洛特纳亚（俄罗斯）※ |      | −1   |      | −1   | 2016年11月21日，国际奥委会取消12名兴奋剂测试不通过运动员的伦敦奥运成绩，其中有六名举重奖牌得主：亚历山大·伊万诺夫（，俄罗斯）、阿纳托利·西里塞乌（，摩尔多瓦）、克里斯蒂娜·约武（，摩尔多瓦）、娜塔莉亚·扎波洛特纳亚（，俄罗斯）、伊琳娜·库莱莎（，白俄罗斯）、赫利普西米·庫爾舒迪安（亚美尼亚）。国际举联根据国际奥委会要求修改结果并重新分配奖牌。                                                                                           |
| 2016年11月21日              | 举重 女子75公斤级          | 伊琳娜·库莱莎（白俄罗斯）※ |      |      | −1   | −1   | 2016年11月21日，国际奥委会取消12名兴奋剂测试不通过运动员的伦敦奥运成绩，其中有六名举重奖牌得主：亚历山大·伊万诺夫（，俄罗斯）、阿纳托利·西里塞乌（，摩尔多瓦）、克里斯蒂娜·约武（，摩尔多瓦）、娜塔莉亚·扎波洛特纳亚（，俄罗斯）、伊琳娜·库莱莎（，白俄罗斯）、赫利普西米·庫爾舒迪安（亚美尼亚）。国际举联根据国际奥委会要求修改结果并重新分配奖牌。                                                                                           |
| 2016年11月21日              | 举重 女子75公斤级          | 莉迪娅·巴伦廷（西班牙） | +1   |      |      | +1   | 2016年11月21日，国际奥委会取消12名兴奋剂测试不通过运动员的伦敦奥运成绩，其中有六名举重奖牌得主：亚历山大·伊万诺夫（，俄罗斯）、阿纳托利·西里塞乌（，摩尔多瓦）、克里斯蒂娜·约武（，摩尔多瓦）、娜塔莉亚·扎波洛特纳亚（，俄罗斯）、伊琳娜·库莱莎（，白俄罗斯）、赫利普西米·庫爾舒迪安（亚美尼亚）。国际举联根据国际奥委会要求修改结果并重新分配奖牌。                                                                                           |
| 2016年11月21日              | 举重 女子75公斤级          | 阿比尔·阿卜杜勒拉赫曼（埃及） |      | +1   |      | +1   | 2016年11月21日，国际奥委会取消12名兴奋剂测试不通过运动员的伦敦奥运成绩，其中有六名举重奖牌得主：亚历山大·伊万诺夫（，俄罗斯）、阿纳托利·西里塞乌（，摩尔多瓦）、克里斯蒂娜·约武（，摩尔多瓦）、娜塔莉亚·扎波洛特纳亚（，俄罗斯）、伊琳娜·库莱莎（，白俄罗斯）、赫利普西米·庫爾舒迪安（亚美尼亚）。国际举联根据国际奥委会要求修改结果并重新分配奖牌。                                                                                           |
| 2016年11月21日              | 举重 女子75公斤级          | 玛迪亚斯·恩泽索（喀麦隆） |      |      | +1   | +1   | 2016年11月21日，国际奥委会取消12名兴奋剂测试不通过运动员的伦敦奥运成绩，其中有六名举重奖牌得主：亚历山大·伊万诺夫（，俄罗斯）、阿纳托利·西里塞乌（，摩尔多瓦）、克里斯蒂娜·约武（，摩尔多瓦）、娜塔莉亚·扎波洛特纳亚（，俄罗斯）、伊琳娜·库莱莎（，白俄罗斯）、赫利普西米·庫爾舒迪安（亚美尼亚）。国际举联根据国际奥委会要求修改结果并重新分配奖牌。                                                                                           |
| 2016年11月21日              | 举重 女子75公斤以上级      | 赫利普西米·庫爾舒迪安（亚美尼亚）※ |      |      | −1   | −1   | 2016年11月21日，国际奥委会取消12名兴奋剂测试不通过运动员的伦敦奥运成绩，其中有六名举重奖牌得主：亚历山大·伊万诺夫（，俄罗斯）、阿纳托利·西里塞乌（，摩尔多瓦）、克里斯蒂娜·约武（，摩尔多瓦）、娜塔莉亚·扎波洛特纳亚（，俄罗斯）、伊琳娜·库莱莎（，白俄罗斯）、赫利普西米·庫爾舒迪安（亚美尼亚）。国际举联根据国际奥委会要求修改结果并重新分配奖牌。                                                                                           |
| 2016年11月21日              | 举重 女子75公斤以上级      | 張美蘭（韩国） |      |      | +1   | +1   | 2016年11月21日，国际奥委会取消12名兴奋剂测试不通过运动员的伦敦奥运成绩，其中有六名举重奖牌得主：亚历山大·伊万诺夫（，俄罗斯）、阿纳托利·西里塞乌（，摩尔多瓦）、克里斯蒂娜·约武（，摩尔多瓦）、娜塔莉亚·扎波洛特纳亚（，俄罗斯）、伊琳娜·库莱莎（，白俄罗斯）、赫利普西米·庫爾舒迪安（亚美尼亚）。国际举联根据国际奥委会要求修改结果并重新分配奖牌。                                                                                           |
| 2016年11月25日              | 举重 男子94公斤级          | 伊利亚·伊雷因（）※ | −1   |      |      | −1   | 2016年11月25日，国际奥委会宣布哈萨克斯坦运动员伊利亚·伊雷因没有通过反兴奋剂检测，取消他在伦敦奥运所获获金牌。国际举联根据国际奥委会要求修改赛果并重新分配奖牌。 |
| 2016年11月25日              | 举重 男子94公斤级          | 赛义德·穆罕默德·卡尔卡拉什（伊朗） | +1   |      |      | +1   | 2016年11月25日，国际奥委会宣布哈萨克斯坦运动员伊利亚·伊雷因没有通过反兴奋剂检测，取消他在伦敦奥运所获获金牌。国际举联根据国际奥委会要求修改赛果并重新分配奖牌。 |
| 2016年11月25日              | 举重 男子94公斤级          | 金珉在（韩国） |      | +1   |      | +1   | 2016年11月25日，国际奥委会宣布哈萨克斯坦运动员伊利亚·伊雷因没有通过反兴奋剂检测，取消他在伦敦奥运所获获金牌。国际举联根据国际奥委会要求修改赛果并重新分配奖牌。 |
| 2016年11月25日              | 举重 男子94公斤级          | 托马斯·兹利恩斯基（波兰） |      |      | +1   | +1   | 2016年11月25日，国际奥委会宣布哈萨克斯坦运动员伊利亚·伊雷因没有通过反兴奋剂检测，取消他在伦敦奥运所获获金牌。国际举联根据国际奥委会要求修改赛果并重新分配奖牌。 |
| 2016年11月29日              | 田径 女子七项全能          | 塔吉杨娜·切尔诺娃（俄罗斯）※ |      |      | −1   | −1   | 2016年11月29日，国际体育仲裁法庭裁定塔吉杨娜·切尔诺娃（）2011年8月15日至2013年7月22日所有比赛结果无效。2018年12月20日，立陶宛选手奥斯特拉·斯库杰特（）拿到铜牌。 |
| 2016年11月29日              | 田径 女子七项全能          | 奥斯特拉·斯库杰特（立陶宛） |      |      | +1   | +1   | 2016年11月29日，国际体育仲裁法庭裁定塔吉杨娜·切尔诺娃（）2011年8月15日至2013年7月22日所有比赛结果无效。2018年12月20日，立陶宛选手奥斯特拉·斯库杰特（）拿到铜牌。 |
| 2017年2月1日                | 田径 4×400米接力           | 娜塔丽娅·安特尤科（俄罗斯）※ · 塔娅娜·费罗娃（俄罗斯） ※ · 尤利娅·古希娜（俄罗斯） ※ · 安东尼娜·科里沃莎普卡（俄罗斯） ※                          |      | −1   |      | −1   | 2017年2月1日俄罗斯女子4×400米接力队因安东尼娜·科里沃莎普卡（）检出兴奋剂取消成绩。国际田联应国际奥委会要求修正赛果并重新分配奖牌。尤利娅·古希娜（）与塔娅娜·费罗娃（）分别在2017年11月和2019年2月因未通过兴奋剂测试禁赛。 |
| 2017年2月1日                | 田径 4×400米接力           | 克莉斯汀·戴（牙买加） · 谢瑞法·洛伊德（牙买加） · 罗丝玛丽·怀特（牙买加） · 谢日卡·威廉姆斯（牙买加） · 诺夫琳·威廉姆斯-米尔斯（牙买加）          |      | +1   | −1   | 0    | 2017年2月1日俄罗斯女子4×400米接力队因安东尼娜·科里沃莎普卡（）检出兴奋剂取消成绩。国际田联应国际奥委会要求修正赛果并重新分配奖牌。尤利娅·古希娜（）与塔娅娜·费罗娃（）分别在2017年11月和2019年2月因未通过兴奋剂测试禁赛。 |
| 2017年2月1日                | 田径 4×400米接力           | 阿丽娜·洛维宁科（乌克兰） · 娜塔莉亚·皮希达（乌克兰） · 汉娜·雅罗斯舒克（乌克兰） · 奥尔哈·泽姆尔亚克（乌克兰）                                   |      |      | +1   | +1   | 2017年2月1日俄罗斯女子4×400米接力队因安东尼娜·科里沃莎普卡（）检出兴奋剂取消成绩。国际田联应国际奥委会要求修正赛果并重新分配奖牌。尤利娅·古希娜（）与塔娅娜·费罗娃（）分别在2017年11月和2019年2月因未通过兴奋剂测试禁赛。 |
| 2017年2月10日               | 田径 女子800米             | 玛利亚·萨维诺娃（俄罗斯）※ | −1   |      |      | −1   | 2017年2月10日，国际体育仲裁法庭根据生物护照决定维持对俄罗斯选手玛利亚·萨维诺娃（）禁赛四年的处罚，进而剥夺她的伦敦奥运金牌。2015年11月9日世界反運動禁藥機構发布独立报告，称俄罗斯运动员叶卡捷琳娜·博伊斯托歌娃（）有违反兴奋剂规定。该机构经过调查建议对博伊斯托歌娃等五名在伦敦奥运期间服用兴奋剂的俄罗斯跑步运动员终身禁赛。2017年4月7日，国际体育仲裁法庭拒绝从2012年开始取消博伊斯托歌娃的成绩，决定从2015年开始，她在伦敦奥运的成绩保留。 |
| 2017年2月10日               | 田径 女子800米             | 卡斯特爾·塞曼亞（南非） | +1   | −1   |      | 0    | 2017年2月10日，国际体育仲裁法庭根据生物护照决定维持对俄罗斯选手玛利亚·萨维诺娃（）禁赛四年的处罚，进而剥夺她的伦敦奥运金牌。2015年11月9日世界反運動禁藥機構发布独立报告，称俄罗斯运动员叶卡捷琳娜·博伊斯托歌娃（）有违反兴奋剂规定。该机构经过调查建议对博伊斯托歌娃等五名在伦敦奥运期间服用兴奋剂的俄罗斯跑步运动员终身禁赛。2017年4月7日，国际体育仲裁法庭拒绝从2012年开始取消博伊斯托歌娃的成绩，决定从2015年开始，她在伦敦奥运的成绩保留。 |
| 2017年2月10日               | 田径 女子800米             | 叶卡捷琳娜·博伊斯托歌娃（俄罗斯） |      | +1   | −1   | 0    | 2017年2月10日，国际体育仲裁法庭根据生物护照决定维持对俄罗斯选手玛利亚·萨维诺娃（）禁赛四年的处罚，进而剥夺她的伦敦奥运金牌。2015年11月9日世界反運動禁藥機構发布独立报告，称俄罗斯运动员叶卡捷琳娜·博伊斯托歌娃（）有违反兴奋剂规定。该机构经过调查建议对博伊斯托歌娃等五名在伦敦奥运期间服用兴奋剂的俄罗斯跑步运动员终身禁赛。2017年4月7日，国际体育仲裁法庭拒绝从2012年开始取消博伊斯托歌娃的成绩，决定从2015年开始，她在伦敦奥运的成绩保留。 |
| 2017年2月10日               | 田径 女子800米             | 帕梅拉·杰里莫（） |      |      | +1   | +1   | 2017年2月10日，国际体育仲裁法庭根据生物护照决定维持对俄罗斯选手玛利亚·萨维诺娃（）禁赛四年的处罚，进而剥夺她的伦敦奥运金牌。2015年11月9日世界反運動禁藥機構发布独立报告，称俄罗斯运动员叶卡捷琳娜·博伊斯托歌娃（）有违反兴奋剂规定。该机构经过调查建议对博伊斯托歌娃等五名在伦敦奥运期间服用兴奋剂的俄罗斯跑步运动员终身禁赛。2017年4月7日，国际体育仲裁法庭拒绝从2012年开始取消博伊斯托歌娃的成绩，决定从2015年开始，她在伦敦奥运的成绩保留。 |
| 2017年3月29日               | 田径 女子1500米            | 甘泽·布鲁特（土耳其）※ |      | −1   |      | −1   | 2017年3月29日，土耳其选手甘泽·布鲁特（）因服用兴奋剂被禁赛并剥夺伦敦奥运银牌。2015年8月17日，国际体育仲裁法庭因血样检出兴奋剂将土耳其运动员阿斯利·卡吉尔·阿尔普特金禁赛八年并剥夺伦敦奥运金牌。排在第四名的俄罗斯选手塔吉扬娜·托马肖娃（）此前曾违反兴奋剂禁令，第五名埃塞俄比亚运动员阿贝巴·阿雷加维（）后在代表瑞典参赛时又于2016年2月29日被抓到违反兴奋剂规定。不过，国际奥委会最终决定把伦敦奥运的银牌和铜牌分别授予托马肖娃和阿雷加维。   |
| 2017年3月29日               | 田径 女子1500米            | 瑪麗·尤索夫·賈馬爾（巴林） | +1   |      | −1   | 0    | 2017年3月29日，土耳其选手甘泽·布鲁特（）因服用兴奋剂被禁赛并剥夺伦敦奥运银牌。2015年8月17日，国际体育仲裁法庭因血样检出兴奋剂将土耳其运动员阿斯利·卡吉尔·阿尔普特金禁赛八年并剥夺伦敦奥运金牌。排在第四名的俄罗斯选手塔吉扬娜·托马肖娃（）此前曾违反兴奋剂禁令，第五名埃塞俄比亚运动员阿贝巴·阿雷加维（）后在代表瑞典参赛时又于2016年2月29日被抓到违反兴奋剂规定。不过，国际奥委会最终决定把伦敦奥运的银牌和铜牌分别授予托马肖娃和阿雷加维。   |
| 2017年3月29日               | 田径 女子1500米            | 塔吉扬娜·托马肖娃（俄罗斯） |      | +1   |      | +1   | 2017年3月29日，土耳其选手甘泽·布鲁特（）因服用兴奋剂被禁赛并剥夺伦敦奥运银牌。2015年8月17日，国际体育仲裁法庭因血样检出兴奋剂将土耳其运动员阿斯利·卡吉尔·阿尔普特金禁赛八年并剥夺伦敦奥运金牌。排在第四名的俄罗斯选手塔吉扬娜·托马肖娃（）此前曾违反兴奋剂禁令，第五名埃塞俄比亚运动员阿贝巴·阿雷加维（）后在代表瑞典参赛时又于2016年2月29日被抓到违反兴奋剂规定。不过，国际奥委会最终决定把伦敦奥运的银牌和铜牌分别授予托马肖娃和阿雷加维。   |
| 2017年3月29日               | 田径 女子1500米            | 阿贝巴·阿雷加维（埃塞俄比亚） |      |      | +1   | +1   | 2017年3月29日，土耳其选手甘泽·布鲁特（）因服用兴奋剂被禁赛并剥夺伦敦奥运银牌。2015年8月17日，国际体育仲裁法庭因血样检出兴奋剂将土耳其运动员阿斯利·卡吉尔·阿尔普特金禁赛八年并剥夺伦敦奥运金牌。排在第四名的俄罗斯选手塔吉扬娜·托马肖娃（）此前曾违反兴奋剂禁令，第五名埃塞俄比亚运动员阿贝巴·阿雷加维（）后在代表瑞典参赛时又于2016年2月29日被抓到违反兴奋剂规定。不过，国际奥委会最终决定把伦敦奥运的银牌和铜牌分别授予托马肖娃和阿雷加维。   |
| 2017年4月5日                | 举重 女子63公斤级          | 斯维特拉娜·查鲁卡耶娃（俄罗斯）※ |      | −1   |      | −1   | 2017年4月5日，国际奥委会宣布俄罗斯选手斯维特拉娜·查鲁卡耶娃（）因使用特力补取消成绩，要求国际举联修改赛果并重新分配奖牌。 |
| 2017年4月5日                | 举重 女子63公斤级          | 克里斯汀·吉拉德（加拿大） | +1   |      | −1   | 0    | 2017年4月5日，国际奥委会宣布俄罗斯选手斯维特拉娜·查鲁卡耶娃（）因使用特力补取消成绩，要求国际举联修改赛果并重新分配奖牌。 |
| 2017年4月5日                | 举重 女子63公斤级          | 米尔卡·曼涅娃（保加利亚） |      | +1   |      | +1   | 2017年4月5日，国际奥委会宣布俄罗斯选手斯维特拉娜·查鲁卡耶娃（）因使用特力补取消成绩，要求国际举联修改赛果并重新分配奖牌。 |
| 2017年4月5日                | 举重 女子63公斤级          | 鲁兹·阿科斯塔（墨西哥） |      |      | +1   | +1   | 2017年4月5日，国际奥委会宣布俄罗斯选手斯维特拉娜·查鲁卡耶娃（）因使用特力补取消成绩，要求国际举联修改赛果并重新分配奖牌。 |
| 2019年1月17日 2019年7月23日 | 摔跤 男子自由式120公斤级   | 戴维特·莫兹玛纳什维利（）※ |      | −1   |      | −1   | 2019年1月17日，国际奥委会剥夺格鲁吉亚运动员戴维特·莫兹玛纳什维利（）的伦敦奥运银牌。2019年7月23日，国际奥委会剥夺乌兹别克斯坦选手阿尔图尔·泰马佐夫（）的金牌。国际奥委会2020年重新分配奖牌，伦敦奥运自由式120公斤级摔跤项目最终颁发两块金牌。 |
| 2019年1月17日 2019年7月23日 | 摔跤 男子自由式120公斤级   | 阿尔图尔·泰马佐夫（）※ | −1   |      |      | −1   | 2019年1月17日，国际奥委会剥夺格鲁吉亚运动员戴维特·莫兹玛纳什维利（）的伦敦奥运银牌。2019年7月23日，国际奥委会剥夺乌兹别克斯坦选手阿尔图尔·泰马佐夫（）的金牌。国际奥委会2020年重新分配奖牌，伦敦奥运自由式120公斤级摔跤项目最终颁发两块金牌。 |
| 2019年1月17日 2019年7月23日 | 摔跤 男子自由式120公斤级   | 科梅尔·加塞米（伊朗） | +1   |      | −1   | 0    | 2019年1月17日，国际奥委会剥夺格鲁吉亚运动员戴维特·莫兹玛纳什维利（）的伦敦奥运银牌。2019年7月23日，国际奥委会剥夺乌兹别克斯坦选手阿尔图尔·泰马佐夫（）的金牌。国际奥委会2020年重新分配奖牌，伦敦奥运自由式120公斤级摔跤项目最终颁发两块金牌。 |
| 2019年1月17日 2019年7月23日 | 摔跤 男子自由式120公斤级   | 比利亚尔·马霍夫（俄罗斯） | +1   |      | −1   | 0    | 2019年1月17日，国际奥委会剥夺格鲁吉亚运动员戴维特·莫兹玛纳什维利（）的伦敦奥运银牌。2019年7月23日，国际奥委会剥夺乌兹别克斯坦选手阿尔图尔·泰马佐夫（）的金牌。国际奥委会2020年重新分配奖牌，伦敦奥运自由式120公斤级摔跤项目最终颁发两块金牌。 |
| 2019年1月17日 2019年7月23日 | 摔跤 男子自由式120公斤级   | 特尔维尔·德拉戈涅夫（美国） |      |      | +1   | +1   | 2019年1月17日，国际奥委会剥夺格鲁吉亚运动员戴维特·莫兹玛纳什维利（）的伦敦奥运银牌。2019年7月23日，国际奥委会剥夺乌兹别克斯坦选手阿尔图尔·泰马佐夫（）的金牌。国际奥委会2020年重新分配奖牌，伦敦奥运自由式120公斤级摔跤项目最终颁发两块金牌。 |
| 2019年1月17日 2019年7月23日 | 摔跤 男子自由式120公斤级   | 道来特·沙班贝（） |      |      | +1   | +1   | 2019年1月17日，国际奥委会剥夺格鲁吉亚运动员戴维特·莫兹玛纳什维利（）的伦敦奥运银牌。2019年7月23日，国际奥委会剥夺乌兹别克斯坦选手阿尔图尔·泰马佐夫（）的金牌。国际奥委会2020年重新分配奖牌，伦敦奥运自由式120公斤级摔跤项目最终颁发两块金牌。 |
| 2019年2月1日                | 田径 男子跳高              | 伊万·乌霍夫（俄罗斯）※ | −1   |      |      | −1   | 2019年2月1日，国际体育仲裁法庭宣布俄罗斯选手伊万·乌霍夫（）和斯韦特兰娜·什科琳娜（）服用禁药，取消伦敦奥运比赛成绩，獎牌最終在2021年重新分配。 |
| 2019年2月1日                | 田径 男子跳高              | 埃里克·金納德（美国） | +1   | -1   |      | 0    | 2019年2月1日，国际体育仲裁法庭宣布俄罗斯选手伊万·乌霍夫（）和斯韦特兰娜·什科琳娜（）服用禁药，取消伦敦奥运比赛成绩，獎牌最終在2021年重新分配。 |
| 2019年2月1日                | 田径 男子跳高              | 穆塔茲·伊薩·巴爾希姆（） |      | +1   | -1   | 0    | 2019年2月1日，国际体育仲裁法庭宣布俄罗斯选手伊万·乌霍夫（）和斯韦特兰娜·什科琳娜（）服用禁药，取消伦敦奥运比赛成绩，獎牌最終在2021年重新分配。 |
| 2019年2月1日                | 田径 男子跳高              | 德里克·德魯因（加拿大） |      | +1   | -1   | 0    | 2019年2月1日，国际体育仲裁法庭宣布俄罗斯选手伊万·乌霍夫（）和斯韦特兰娜·什科琳娜（）服用禁药，取消伦敦奥运比赛成绩，獎牌最終在2021年重新分配。 |
| 2019年2月1日                | 田径 男子跳高              | 羅比格·拉巴茲（英国） |      | +1   | -1   | 0    | 2019年2月1日，国际体育仲裁法庭宣布俄罗斯选手伊万·乌霍夫（）和斯韦特兰娜·什科琳娜（）服用禁药，取消伦敦奥运比赛成绩，獎牌最終在2021年重新分配。 |
| 2019年2月1日                | 田径 女子跳高              | 斯韦特兰娜·什科琳娜（俄罗斯）※ |      |      | −1   | −1   | 2019年2月1日，国际体育仲裁法庭宣布俄罗斯选手伊万·乌霍夫（）和斯韦特兰娜·什科琳娜（）服用禁药，取消伦敦奥运比赛成绩，獎牌最終在2021年重新分配。 |
| 2019年2月1日                | 田径 女子跳高              | 露特·貝蒂亞（西班牙） |      |      | +1   | +1   | 2019年2月1日，国际体育仲裁法庭宣布俄罗斯选手伊万·乌霍夫（）和斯韦特兰娜·什科琳娜（）服用禁药，取消伦敦奥运比赛成绩，獎牌最終在2021年重新分配。 |
| 2019年3月29日               | 举重 男子56公斤级          | 瓦伦丁·赫里斯托夫（阿塞拜疆）※ |      |      | −1   | −1   | 2019年3月29日，国际奥委会剥夺阿塞拜疆举重运动员瓦伦丁·赫里斯托夫的伦敦奥运铜牌，并在2020年11月25日颁给越南选手陈黎国全。 |
| 2019年3月29日               | 举重 男子56公斤级          | 陈黎国全（越南） |      |      | +1   | +1   | 2019年3月29日，国际奥委会剥夺阿塞拜疆举重运动员瓦伦丁·赫里斯托夫的伦敦奥运铜牌，并在2020年11月25日颁给越南选手陈黎国全。 |
| 2019年6月12日               | 轻艇 男子200米单人加拿大式 | 耶瓦金基·舒克林（立陶宛）※ |      | −1   |      | −1   | 2019年6月12日，国际奥委会剥夺立陶宛选手耶瓦金基·舒克林（）的伦敦奥运银牌, 銀牌及銅牌於2021年被重新分配。 |
| 2019年6月12日               | 轻艇 男子200米单人加拿大式 | 伊万·施蒂爾（俄罗斯） |      | +1   | -1   | 0    | 2019年6月12日，国际奥委会剥夺立陶宛选手耶瓦金基·舒克林（）的伦敦奥运银牌, 銀牌及銅牌於2021年被重新分配。 |
| 2019年6月12日               | 轻艇 男子200米单人加拿大式 | 塞特·貝納維德斯（西班牙） |      |      | +1   | +1   | 2019年6月12日，国际奥委会剥夺立陶宛选手耶瓦金基·舒克林（）的伦敦奥运银牌, 銀牌及銅牌於2021年被重新分配。 |
| 2019年12月19日              | 举重 男子105公斤级         | 阿列克西·塔拉赫季（乌克兰）※ | −1   |      |      | −1   | 2018年12月22日，国际摔联宣布乌克兰选手阿列克西·塔拉赫季（）没有通过禁药测试。2019年12月19日，国际奥委会剥夺他的伦敦奥运金牌，项目奖牌在2020年11月25日重新分配。 |
| 2019年12月19日              | 举重 男子105公斤级         | 纳瓦卜·纳瑟沙拉尔（伊朗） | +1   | −1   |      | 0    | 2018年12月22日，国际摔联宣布乌克兰选手阿列克西·塔拉赫季（）没有通过禁药测试。2019年12月19日，国际奥委会剥夺他的伦敦奥运金牌，项目奖牌在2020年11月25日重新分配。 |
| 2019年12月19日              | 举重 男子105公斤级         | 巴特洛梅耶·邦克（波兰） |      | +1   | −1   | 0    | 2018年12月22日，国际摔联宣布乌克兰选手阿列克西·塔拉赫季（）没有通过禁药测试。2019年12月19日，国际奥委会剥夺他的伦敦奥运金牌，项目奖牌在2020年11月25日重新分配。 |
| 2019年12月19日              | 举重 男子105公斤级         | 伊万·叶夫列莫夫（） |      |      | +1   | +1   | 2018年12月22日，国际摔联宣布乌克兰选手阿列克西·塔拉赫季（）没有通过禁药测试。2019年12月19日，国际奥委会剥夺他的伦敦奥运金牌，项目奖牌在2020年11月25日重新分配。 |
| 2020年11月25日              | 举重 男子69公斤级          | 勒兹万·马丁（罗马尼亚）※ |      |      | −1   | −1   | 2020年1月10日，国际摔联宣布罗马尼亚运动员勒兹万·马丁（）与罗克萨娜·科科什（）经测试发现禁药，国际奥委会2020年11月25日剥夺两人的奖牌。相關獎牌已於2021年被重新分配。 |
| 2020年11月25日              | 举重 男子69公斤级          | 金明赫（朝鲜） |      |      | +1   | +1   | 2020年1月10日，国际摔联宣布罗马尼亚运动员勒兹万·马丁（）与罗克萨娜·科科什（）经测试发现禁药，国际奥委会2020年11月25日剥夺两人的奖牌。相關獎牌已於2021年被重新分配。 |
| 2020年11月25日              | 举重 女子69公斤级          | 罗克萨娜·科科什（罗马尼亚）※ |      | −1   |      | −1   | 2020年1月10日，国际摔联宣布罗马尼亚运动员勒兹万·马丁（）与罗克萨娜·科科什（）经测试发现禁药，国际奥委会2020年11月25日剥夺两人的奖牌。相關獎牌已於2021年被重新分配。 |
| 2020年11月25日              | 举重 女子69公斤级          | 烏巴爾迪娜·瓦洛耶斯（哥伦比亚） |      |      | +1   | +1   | 2020年1月10日，国际摔联宣布罗马尼亚运动员勒兹万·马丁（）与罗克萨娜·科科什（）经测试发现禁药，国际奥委会2020年11月25日剥夺两人的奖牌。相關獎牌已於2021年被重新分配。 |
| 2020年11月25日              | 举重 女子69公斤级          | 安娜·努爾穆罕貝托娃（） |      | +1   | −1   | 0    | 2020年1月10日，国际摔联宣布罗马尼亚运动员勒兹万·马丁（）与罗克萨娜·科科什（）经测试发现禁药，国际奥委会2020年11月25日剥夺两人的奖牌。相關獎牌已於2021年被重新分配。 |
| 2022年3月21日               | 田径 女子20公里竞走        | 叶连娜·拉什马诺娃（俄罗斯）※ | −1   |      |      | −1   | 2022年3月21日，国际田联宣布俄罗斯选手叶连娜·拉什马诺娃“因违规服用兴奋剂被取消成绩”，目前，拉什马诺娃已经接受了“田径诚信委员会”的决定。 |
| 2022年3月21日               | 田径 女子20公里竞走        | 切阳什姐（中国） | +1   | −1   |      | 0    | 2022年3月21日，国际田联宣布俄罗斯选手叶连娜·拉什马诺娃“因违规服用兴奋剂被取消成绩”，目前，拉什马诺娃已经接受了“田径诚信委员会”的决定。 |
| 2022年3月21日               | 田径 女子20公里竞走        | 刘虹（中国） |      | +1   | −1   | 0    | 2022年3月21日，国际田联宣布俄罗斯选手叶连娜·拉什马诺娃“因违规服用兴奋剂被取消成绩”，目前，拉什马诺娃已经接受了“田径诚信委员会”的决定。 |
| 2022年3月21日               | 田径 女子20公里竞走        | 吕秀芝（中国） |      |      | +1   | +1   | 2022年3月21日，国际田联宣布俄罗斯选手叶连娜·拉什马诺娃“因违规服用兴奋剂被取消成绩”，目前，拉什马诺娃已经接受了“田径诚信委员会”的决定。 |
| 2022年10月24日              | 田径 女子400米栏           | 纳塔利娅·安秋赫（俄罗斯）※ | −1   |      |      | −1   | 田径诚信委员会决定取消因兴奋剂问题遭禁赛的俄罗斯运动员纳塔利娅·安秋赫自2012年7月以来的所有成绩。目前奖牌尚未重新分配。 |

| 代表团                  | 金牌 | 银牌 | 铜牌 | 总数 |
| ----------------------- | ---- | ---- | ---- | ---- |
| 俄罗斯（RUS）           | −6   | −4   | −6   | −16  |
| 白俄罗斯（BLR）         | −1   | 0    | −2   | −3   |
| （KAZ）                 | −4   | +1   | +1   | −2   |
| 土耳其（TUR）           | −1   | −1   | 0    | −2   |
| 罗马尼亚（ROU）         | 0    | −1   | −1   | −2   |
| 摩尔多瓦（MDA）         | 0    | 0    | −2   | −2   |
| 亚美尼亚（ARM）         | 0    | 0    | −1   | −1   |
| 阿塞拜疆（AZE）         | 0    | 0    | −1   | −1   |
| （GEO）                 | 0    | −1   | 0    | −1   |
| 乌克兰（UKR）           | −1   | −1   | +1   | −1   |
| （UZB）                 | −1   | 0    | 0    | −1   |
| 巴林（BRN）             | +1   | 0    | −1   | 0    |
| 加拿大（CAN）           | +1   | +1   | −2   | 0    |
| （AUS）                 | +1   | −1   | 0    | 0    |
| 新西兰（NZL）           | +1   | −1   | 0    | 0    |
| 南非（RSA）             | +1   | −1   | 0    | 0    |
| 中华台北（TPE）         | +1   | −1   | 0    | 0    |
| 突尼斯（TUN）           | +1   | −1   | 0    | 0    |
| 德国（GER）             | 0    | +1   | −1   | 0    |
| 芬兰（FIN）             | 0    | +1   | −1   | 0    |
| 英国（GBR）             | 0    | +1   | −1   | 0    |
| 牙买加（JAM）           | 0    | +1   | −1   | 0    |
| 特立尼达和多巴哥（TRI） | 0    | +1   | −1   | 0    |
| 立陶宛（LTU）           | 0    | −1   | +1   | 0    |
| （QAT）                 | 0    | +1   | -1   | 0    |
| 美国（USA）             | +1   | −2   | +1   | 0    |
| 伊朗（IRI）             | +3   | 0    | −2   | +1   |
| 西班牙（ESP）           | +1   | 0    | 0    | +1   |
| 波兰（POL）             | +1   | 0    | 0    | +1   |
| 保加利亚（BUL）         | 0    | +1   | 0    | +1   |
| 埃塞俄比亚（ETH）       | 0    | +1   | 0    | +1   |
| 印度尼西亚（INA）       | 0    | +1   | 0    | +1   |
| 喀麦隆（CMR）           | 0    | 0    | +1   | +1   |
| 哥伦比亚（COL）         | 0    | 0    | +1   | +1   |
| 古巴（CUB）             | 0    | 0    | +1   | +1   |
| 捷克（CZE）             | 0    | 0    | +1   | +1   |
| 法国（FRA）             | 0    | 0    | +1   | +1   |
| 匈牙利（HUN）           | 0    | 0    | +1   | +1   |
| 爱尔兰（IRL）           | 0    | 0    | +1   | +1   |
| 墨西哥（MEX）           | 0    | 0    | +1   | +1   |
| 朝鲜（PRK）             | 0    | 0    | +1   | +1   |
| 泰国（THA）             | 0    | 0    | +1   | +1   |
| 越南（VIE）             | 0    | 0    | +1   | +1   |
| （KEN）                 | 0    | 0    | +2   | +2   |
| 埃及（EGY）             | 0    | +1   | +1   | +2   |
| 韩国（KOR）             | 0    | +1   | +1   | +2   |
| 西班牙（ESP）           | +1   | 0    | +2   | +3   |
| 中国（CHN）             | +1   | +4   | +1   | +6   |